# Dassault Rafale
Dassault Rafale (букв. «шквал», тр. «Дассо́ Рафа́ль») — французький багатоцільовий винищувач четвертого покоління, розроблений компанією Dassault Aviation. Перший політ відбувся 4 липня 1986 року. З 2000 року винищувач перебуває на озброєнні Повітряних сил, а його палубний варіант Rafale M є основним бойовим літаком Військово-морського флоту Франції. «Рафаль» також постачається на експорт і використовується повітряними силами Греції, Єгипту, Індії, Катару та Хорватії. Станом на 2023 рік збудовано 259 «Рафалів».
Літак має трикутне крило та виконаний за схемою «безхвістка» з переднім горизонтальним оперенням для збільшення маневровості літака. Літак оснащений двома двигунами, здатен літати на надзвуковій швидкості без використання форсажу та може злітати зі злітно-посадкових смуг довжиною 400 метрів. Він має сучасну авіоніку, «дисплей-кабіну», оптико-електронну систему пошуку і спостереження, радар з активною фазованою антенною решіткою та систему голосового управління.
При створенні літака Франція прагнула зберегти провідні позиції в авіаційному виробництві в Європі, тому «Рафаль» відрізняється від інших європейських винищувачів свого покоління тим, що був майже повністю розроблений у Франції, із залученням таких провідних оборонних підрядників, як Dassault, Thales та Safran. 
Перше бойове застосування відбулося в березні 2007 року під час операції НАТО в Афганістані. Літаки також брали участь в операції «Odyssey Dawn» проти військ Каддафі в Лівії в березні 2011 року, в операції «Нескорена свобода», а також діяли в повітряному просторі Іраку та Сирії в рамках операції «Шамаль».

## Історія розробки
У середині 1970-х років повітряні сили Франції і військово-морські сили Франції мали окремі вимоги до нового покоління винищувачів, які повинні були замінити ті, що перебували в експлуатації або мали надійти на озброєння. Виходячи з подібних вимог та для зниження собівартості, ВМС та ПС сформулювали спільне технічне завдання для розробки нового літака. У 1975 році Міністерство авіації Франції ініціювало дослідження, метою якого була розробка винищувача, який би доповнював менший Dassault Mirage 2000, причому кожен із них був би оптимізований для різних завдань.
Франція приєдналася до низки європейських країн у програмі створення спільного винищувача. У 1979 році Dassault-Breguet (пізніше Dassault Aviation) приєдналася до проєкту MBB/BAe European Collaborative Fighter (укр. «Європейський спільний винищувач»), який перейменували на European Combat Aircraft (ECA; укр. «Європейський бойовий літак»). Dassault брала участь у розробці аеродинамічної схеми перспективного двомоторного, одномісного винищувача, однак проєкт розпався в 1981 році через різні оперативні вимоги кожної з країн-партнерів. У 1983 році була ініційована програма Future European Fighter Aircraft (FEFA; укр. «Майбутній європейський винищувач»), яка об'єднала Францію, Італію, Іспанію, Західну Німеччину та Сполучене Королівство для спільної розробки нового винищувача. Проте останні три країни мали власні програми розробки літаків. Французькі чиновники бачили в цьому літаку легкий та багатофункціональний винищувач, який, крім виконання ролей у ПС і в ВМС, також міг би бути привабливим на експортному ринку. Це контрастувало з британською вимогою на важкий перехоплювач далекого радіусу дії. Франція також наполягала на провідній ролі з відповідною технічною та промисловою перевагою, тоді як інші країни підтримували більш рівноправну програму.
Хоча між вимогами Франції та інших учасників проєкту було мало спільного, у 1983 року п'ять країн узгодили ключові вимоги до нового літака. Однак розбіжності залишалися, і в липні 1985 року Франція вийшла з багатосторонніх переговорів, прагнучи зберегти технологічну незалежність своєї авіаційної промисловості. Західна Німеччина, Великобританія та Італія вирішили продовжити роботу самостійно, започаткувавши нову програму European Fighter Aircraft (EFA; укр. «Європейський винищувач»). 2 серпня 1985 року в Турині Західна Німеччина, Великобританія та Італія домовилися про продовження розробки в рамках програми EFA, підтвердивши, що Франція і Іспанія, відмовилися брати участь. Однак, попри тиск з боку Франції, Іспанія повернулася до програми EFA на початку вересня 1985 року. Зрештою, чотиринаціональний проєкт привів до створення винищувача Eurofighter Typhoon.

Логотип Rafale

У Франції уряд продовжив роботу над власною програмою. Міністерство оборони висунуло вимогу розробити літак, здатний виконувати як повітряні, так і наземні операції за будь-яких погодних умов і в будь-який час доби. Оскільки Франція залишалася єдиною, що розробляла планер, авіоніку, двигуни та озброєння для Rafale, цей винищувач мав замінити багато інших літаків у Збройних силах Франції. Rafale був розроблений для виконання завдань, які раніше здійснювали різні спеціалізовані платформи, такі як Jaguar, Mirage F1C/CR/CT, Mirage 2000C/-5/N у ПС Франції, а також F-8P Crusader, Étendard IVP/M і Super Étendard у військово-морській авіації Франції.

### Демонстрація
Паралельно з багатонаціональними переговорами компанія Dassault-Breguet активно працювала над проєктом власного літака — Avion de Combat Experimental (ACX; укр. «Експериментальний бойовий літак»). Наприкінці 1978 року, ще до приєднання Франції до Європейського авіаційного консорціуму, Dassault отримала контракти на розробку проєкту ACT 92 (Avion de Combat Tactique; укр. «Тактичний бойовий літак»). Наступного року Національне управління авіаційних досліджень розпочало вивчення можливих конфігурацій нового винищувача під кодовою назвою Rapace (укр. «Хижий птах»). До березня 1980 року кількість варіантів конструкції було скорочено до чотирьох, два з яких передбачали поєднання переднього горизонтального оперення, трикутного крила і одного вертикального стабілізатора.
Проєкт «ACX» отримав додаткову підтримку, коли французький уряд 13 квітня 1983 року уклав контракт на виготовлення двох (пізніше скорочено до одного) технологічних демонстраторів. Уряд та промисловість взяли на себе фінансування половини вартості розробки, і перший політ було заплановано на 1986 рік. Проте на той час не було гарантій, що ці зусилля призведуть до повномасштабної програми розробки, і літак залишався виключно дослідницьким проєктом. Під час переговорів щодо співпраці з іншими країнами Dassault розробила ACX із масою приблизно 9,5 тонни, але після виходу Франції з багатосторонніх переговорів конструктори зосередилися на компактніших розмірах, відповідно до вимог ПС. У квітні 1985 року проєкт ACX було перейменовано на Rafale (укр. «Шквал»).

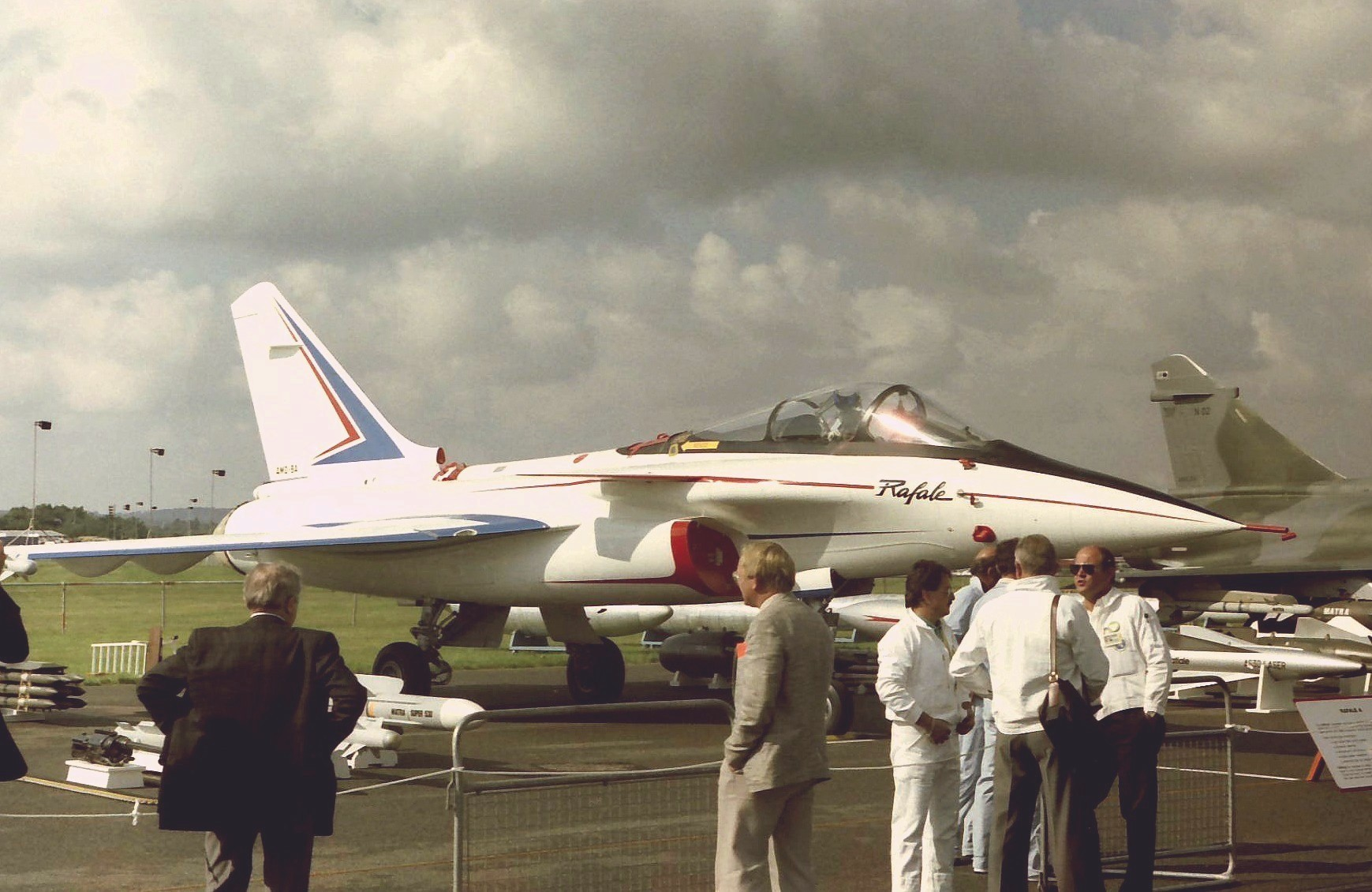
Dassault Rafale A, демонстратор технологій

Будівництво технологічного демонстратора Rafale A (ACX) розпочалося у 1984 році. Його довжина становила 15,8 м, розмах крил — 11 м, а порожня вага — 9,5 т. У цьому спрощеному літаку були відсутні основні підсистеми, він мав мінімальне обладнання кабіни та систему управління польотом fly-by-wire для підтвердження правильності базового компонування планера та двигуна. Компанія прагнула використовувати Rafale A для продовження підходу до зниження ризиків шляхом поступового вдосконалення та випробування аеродинамічно нестабільної конфігурації дельта-крила з переднім горизонтальним оперенням. Це був 92-й прототип компанії Dassault за 40 років. На момент його створення літак був оснащений двома двигунами General Electric F404 із тягою 68,8 кН, які на той час використовувалися на F/A-18 Hornet, в очікуванні доступності турбовентиляторних двигунів Snecma M88. Він був представлений у грудні 1985 року в Сен-Клу, а 4 липня 1986 року здійснив свій перший політ з випробувального комплексу компанії в Істрі на півдні Франції, пілотований Гі Міто-Моро. Під час одногодинного польоту літак досяг висоти 11 000 м і швидкості 1,3 Маха. У наступному місяці літак взяв участь у авіашоу у Фарнборо.
Літак брав участь у інтенсивній програмі льотних випробувань, під час якої імітував операції повітряних сил та військово-морського флоту. Випробувальний літак виконував заходи на посадку на авіаносець «Клемансо», а також проводив тести на координацію з авіаносцем «Фош». До 1987 року літак випробовували пілоти ПС, ВМС та льотно-випробувального центру. Лівий двигун F404 був замінений на двигун M88 з тягою 72,9 кН на початку 1990 року, і в травні 1990 року літак здійснив політ з оновленою конфігурацією силової установки. Після цього літак досяг швидкості 1,4 Маха без використання форсажу, тим самим продемонструвавши здатність до надзвукового крейсерського польоту. Rafale A використовувався до січня 1994 року і був списаний після виконання 867 вильотів.
Ранні успішні демонстраційні випробування підвищили впевненість французької промисловості та уряду у життєздатності повномасштабної програми розробки Rafale. У червні 1987 року прем'єр-міністр Франції Жак Ширак оголосив, що уряд продовжить роботу над проєктом. Контракт на чотири передсерійні літаки (один Rafale C, два Rafale M та один Rafale B) уклали 21 квітня 1988 року для програми випробувань і валідації. Однак уряд все ще сумнівався у програмі, оскільки очікувалося, що загальна вартість розробки та закупівлі становитиме приблизно 120 мільярдів франків (у цінах 1988 року). Прем'єр-міністр Мішель Рокар висловлював занепокоєння щодо стану проєкту та невдачі попереднього уряду у забезпеченні співпраці з іншими країнами, але заявив: «Немислимо, щоб ми не могли створити зброю, необхідну для нашої незалежності». Раніше Франція вела невдалі переговори з Бельгією, Данією, Нідерландами та Норвегією щодо можливої співпраці в рамках проєкту.

### Тестування

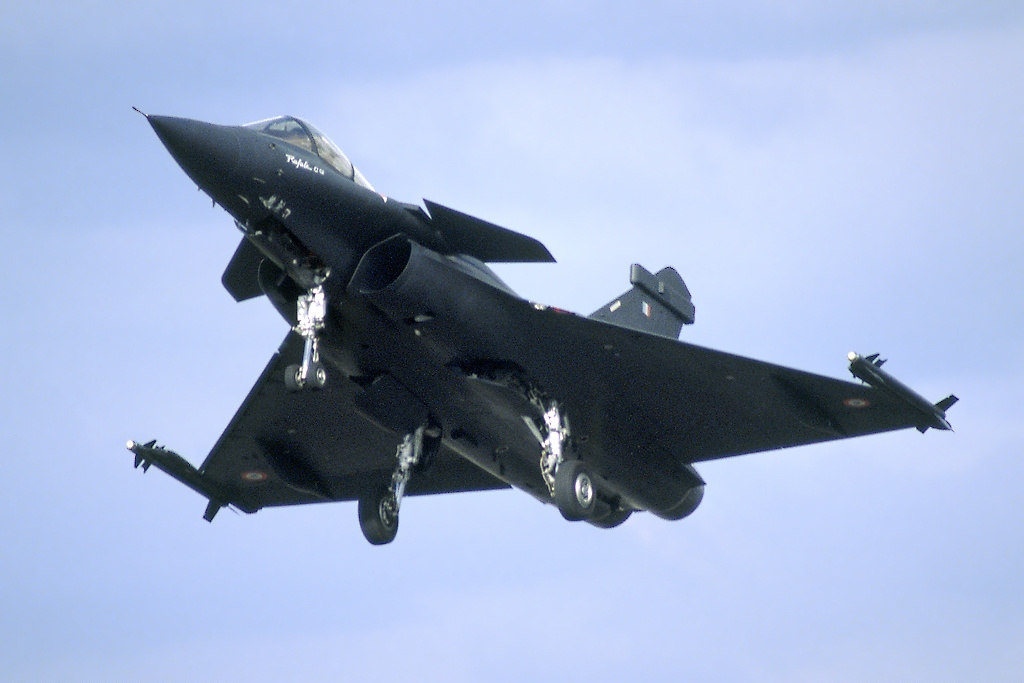
Передсерійний літак Rafale C

Щоб виконати різні ролі, які очікувались від нового літака, ПС вимагали два варіанти: одномісний Rafale C (chasseur, що означає «винищувач») і Rafale B (biplace, «двомісний»). Його перший політ відбувся 19 травня 1991 року на випробувальному полігоні компанії в Істрі. Це ознаменувало початок випробувальної програми, яка головним чином мала на меті перевірити двигуни M88-2, інтерфейс людина-машина та озброєння, а також розширити діапазон польотів. Через бюджетні обмеження другий одномісний прототип так і не був побудований. Літак значно відрізнявся від демонстратора Rafale A. Хоча зовні він був схожий на важчий тестовий літак, він був меншим, з довжиною 15,3 м і розмахом крил 10,9 м. Він був менш помітним для радарів завдяки покриттю кабіни золотом і додаванню радіопоглинальних матеріалів; також Dassault видалив спеціальне аеродинамічне гальмо. Єдиний двомісний передсерійний літак Rafale B, B01, здійснив свій перший політ 30 квітня 1993 року та слугував платформою для випробувань озброєння і систем управління вогнем, включаючи радар RBE2 і комплекс радіоелектронної боротьби SPECTRA.
Перший з двох прототипів Rafale M (maritime, «морський»), M01, здійснив свій перший політ 12 грудня 1991 року, а другий — 8 листопада 1993 року. Ці літаки відрізнялися від варіантів для ПС посиленою конструкцією, що дозволяло їм працювати на борту кораблів, та наявністю хвостового гака і вбудованої драбини, що збільшило вагу Rafale M на 500 кг порівняно з іншими серійними варіантами. Оскільки у Франції немає наземного випробувального комплексу для катапульти, випробування катапульти були проведені в середині 1992 та на початку 1993 року на базі ВМС США NAS Lakehurst у Нью-Джерсі. Після цього літак провів випробування на кораблі «Фош» у квітні 1993 року. Літак виконував посадки та злети з атомного авіаносця «Шарль де Голль» у липні 1999 року. Випробування показали, що літак може здійснювати посадку зі значним навантаженням невитрачених боєприпасів.

### Виробництво
Rafale виробляється майже повністю у Франції, за винятком деяких імпортних несекретних компонентів. Різні компоненти виробляються на заводах по всій країні, включно з фюзеляжем у Парижі, крилами в Мартіньясі й оперенням в Біарриці, а остаточна збірка відбувається в Мериньяку поблизу Бордо. Компанія Dassault виконує 60% роботи, її партнер Thales — 25%, а інший партнер Safran — 15%. Три компанії залежать від мережі з 500 субпідрядників, більшість з яких — малі та середні підприємства, що забезпечують роботою 7 000 прямих і непрямих працівників.
Виробництво першої серії літаків офіційно почалося в грудні 1992 року, але було призупинено в листопаді 1995 року через політичну та економічну невизначеність і відновлено в січні 1997 року після того, як Міністерство оборони і Dassault домовилися про виробництво 48 літаків (28 твердих замовлень і 20 опціональних) з постачанням між 2002 і 2007 роками.
Перший серійний Rafale B здійснив свій перший політ 24 листопада 1998 року, а 7 липня 1999 року відбувся перший політ Rafale M для ВМС Франції.
У грудні 2004 року було оголошено про подальше замовлення 59 літаків Rafale F3. У листопаді 2009 року французький уряд замовив ще 60 літаків, довівши загальну кількість замовлених для ПС і ВМС літаків до 180.
В середньому Dassault Aviation виготовляє від 13 до 25 винищувачів на рік. За весь 2024 рік було поставлено 21 Rafale: 14 для потреб повітряних сил Франції та 7 літаків на експорт.

### Модифікації та заміна
Літак Rafale був розроблений з відкритою архітектурою, що дозволяє йому викорстовувати одночасно декілька широкосмугових ліній обміну даними. Літак має потенціал для інтеграції різноманітних поточних і майбутніх систем озброєння, а також встановлення специфічного озброєння на вимогу замовника. Модернізація відбувається пакетами («стандартами») оновлення.
2004 року набув стану операційної готовності стандарт F1, перший серійний стандарт. Обладнаний ним літак міг виконувати лише місії типу «повітря — повітря».
2006 року надійшов на озброєння ПКС та ВМС Франції стандарт F2. Цей пакет оновлення додав літаку можливість проводити місії типу «повітря — поверхня».
В 2008 році був кваліфікований Міністерством оборони Франції третій пакет оновлення — стандарт F3. Це оновлення додало літаку можливості проводити місії з повітряної розвідки за допомогою розвідувального контейнера AREOS, протикорабельні можливості за допомогою ракет AM39 Exocet та можливості ядерного стримування за допомогою ракет ASMP-A.
У 2008 році французькі чиновники розглядали можливість оснащення Rafale для запуску малих супутників.
У 2011 році розглядалися модернізації, які включали програмне радіо та супутниковий зв'язок, новий лазерний підвісний приціл, менші бомби та вдосконалення здатності літака до об'єднання даних. У липні 2012 року почалися модернізації бойових комунікацій та можливостей взаємодії Rafale у масштабах флоту.
2018 року була завершена розробка стандарту F3-R. Він включає інтеграцію ракети Meteor BVR, а також інші оновлення зброї та програмного забезпечення. Роботи по ньому почалися у 2013 році, кошти на його розробку були виділені у січні 2014 року. 
У 2018 році компанія Dassault оголосила про наступника Rafale в програмі Future Combat Air System (укр. «Бойова повітряна система майбутнього»). Цей винищувач, що розробляється компаніями Dassault Aviation та Airbus Defence and Space, має замінити Rafale у Франції, Eurofighter Typhoon у Німеччині та F/A-18 Hornet в Іспанії у період з 2030 по 2040 роки. Раніше, у 2009 році, повідомлялося, що Rafale буде основним бойовим літаком Повітряно-космічних сил Франції щонайменше до 2040 року.
Розробка стандарту F4 розпочалася у 2019 році. Дизайн отримав модернізації радара та сенсорів, які полегшують виявлення повітряних малопомітних цілей на великій відстані, а також покращені можливості шоломного дисплея. Завдяки вдосконаленому комунікаційному обладнанню, він також став ефективнішим у мережево-центричній війні. Льотні випробування розпочалися у 2021 році, а перший літак стандарту F4 був доставлений у 2023 році. Стандарт отримав можливість нести до трьох 1000 кг «розумних бомб» AASM «Hammer» з GPS/лазерним наведенням. Попередні літаки будуть модернізовані до цього стандарту. Згідно з запропонованим оборонним бюджетом Франції на 2023 рік, опублікованим у вересні 2022 року, за майбутнім контрактом 5 траншу до ПКС Франції має надійти 30 винищувачів Rafale стандарту F4.

## Опис
Rafale є багатоцільовим винищувачем, який відносять до 4,5 покоління. Це означає знижену помітність, надзвукову крейсерську швидкість (англ. supercruise), високу маневрову здатність на будь-яких швидкостях, ефективні датчики та ефективне озброєння «повітря — повітря».
Основні ролі Rafale — охорона повітряного простору, завоювання переваги в повітрі та безпосередня підтримка з повітря. Також літак здатен виконувати розвідку, протикорабельні удари, дозаправлення інших літаків в повітрі за схемою «buddy — buddy» і виконувати роль літака ядерного стримування, що відповідає всім критеріям багатоцільового винищувача свого покоління.

### Будова
Літак є безхвостим літальним апаратом з додатковим високорозташованим переднім горизонтальним оперенням, середньорозташованим трикутним крилом з кореневими напливами і двома двигунами в хвостовій частині фюзеляжу. Літак є аеродинамічно нестабільним задля вищої маневровості, тому для сталого польоту використовується електродистанційна система керування (англ. fly-by-wire).
Літак має низку конструкційних рішень для зниження помітності, частина з них є засекреченими. Наприклад, S-подібні канали повітрозабірників екранують лопатки компресора, що забезпечує зниження ефективної площі розсіювання (ЕПР) літака. Rafale на 70% складається з композитних матеріалів.

### Кабіна
«Дисплей-кабіна» літака Rafale була розроблена за принципом злиття даних — центральний комп'ютер обирає та пріоритизує інформацію для відображення пілотам, що спрощує командування та контроль. Для відображення інформації, зібраної з різноманітних датчиків літака, кабіна оснащена ширококутним голографічним HUD-дисплеєм, двома кольоровими багатофункціональними дисплеями (MFD) та центральним коліматорним дисплеєм. Ці дисплеї розташовані стратегічно, щоб мінімізувати відволікання пілота від зовнішнього середовища. Деякі дисплеї мають сенсорний інтерфейс для полегшення взаємодії людини з комп'ютером. Також йде процес інтеграції наголовного дисплея (head-mounted display) для повного використання ракет MICA. Кабіна повністю сумісна з окулярами нічного бачення.

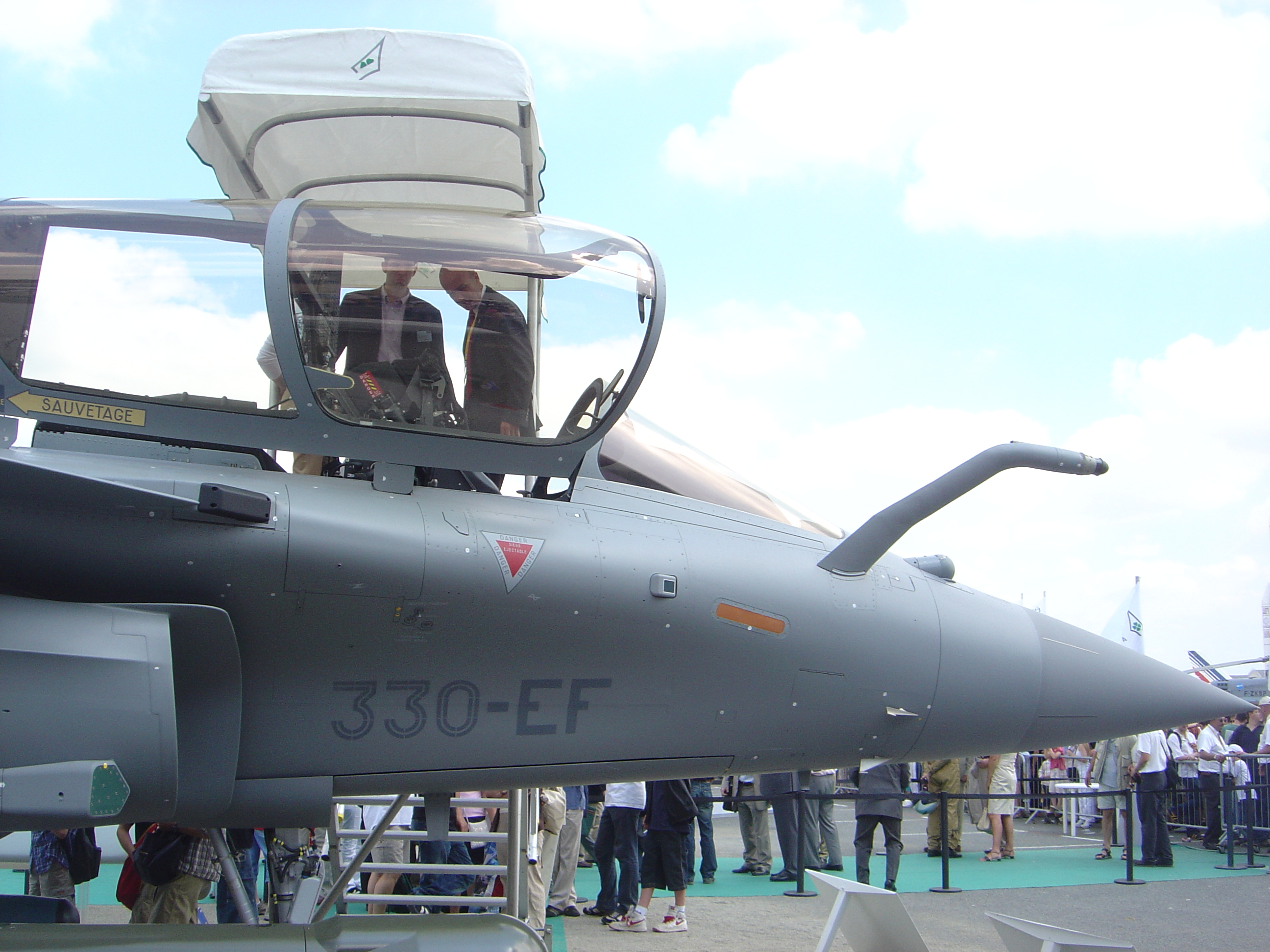
Передня частина Rafale. Виставка на Паризькому авіасалоні, 2005 рік

 Основні органи управління польотом розташовані за схемою HOTAS, з ручкою керування на праву руку і важелем керування двигуном на ліву руку. Сидіння нахилене назад під кутом 29° для покращення переносимості перевантажень під час маневрування і забезпечення менш обмеженого огляду зовнішнього середовища пілотом
Великий акцент було зроблено на мінімізацію навантаження на пілота під час всіх операцій. Серед особливостей високоцифрової кабіни є інтегрована система прямого голосового введення (DVI — Direct voice input), що дозволяє керувати низкою функцій літака за допомогою голосових команд, спрощуючи доступ пілота до багатьох органів управління. Система DVI, розроблена компанією Crouzet, здатна керувати радіозв'язком та системами протидії, вибором озброєння і режимів радара, а також навігаційними функціями. З міркувань безпеки, DVI навмисно не використовується для критично важливих елементів управління літаком, таких як остаточний запуск зброї.
У галузі забезпечення життєдіяльності Rafale оснащений катапультним кріслом Martin-Baker Mark 16F «нуль-нуль», яке здатне працювати на нульовій швидкості та нульовій висоті. Вбудована система генерації кисню, розроблена компанією Air Liquide, усуває потребу в громіздких кисневих балонах. Політний комп'ютер Rafale запрограмований на протидію дезорієнтації пілота та автоматичне відновлення польоту під час негативних умов польоту. Автопілот та автодросель також інтегровані та активуються перемикачами, розташованими на основних органах управління польотом. Розумний льотний костюм, який носить пілот, автоматично керується літаком для протидії розрахованим перевантаженням.

### Авіоніка
Основні авіонічні системи Rafale використовують інтегровану модульну авіоніку, яка називається MDPU (modular data processing unit). Ця архітектура об'єднує всі основні функції літака, такі як система управління польотом, злиття даних, система керування вогнем і інтерфейс «людина-машина». Вартість радіолокаційного, електронного обладнання зв’язку та систем самозахисту становить приблизно 30 відсотків від вартості всього літака. Інтегровану модульну авіоніку згодом встановили на кількох модернізованих винищувачах Mirage 2000 і включена в цивільний авіалайнер Airbus A380. За словами Dassault, IMA значно сприяє бойовим операціям завдяки злиттю даних, безперервній інтеграції та аналізу різних сенсорних систем літака, і була розроблена для інтеграції нових систем і авіоніки протягом всього терміну служби Rafale.

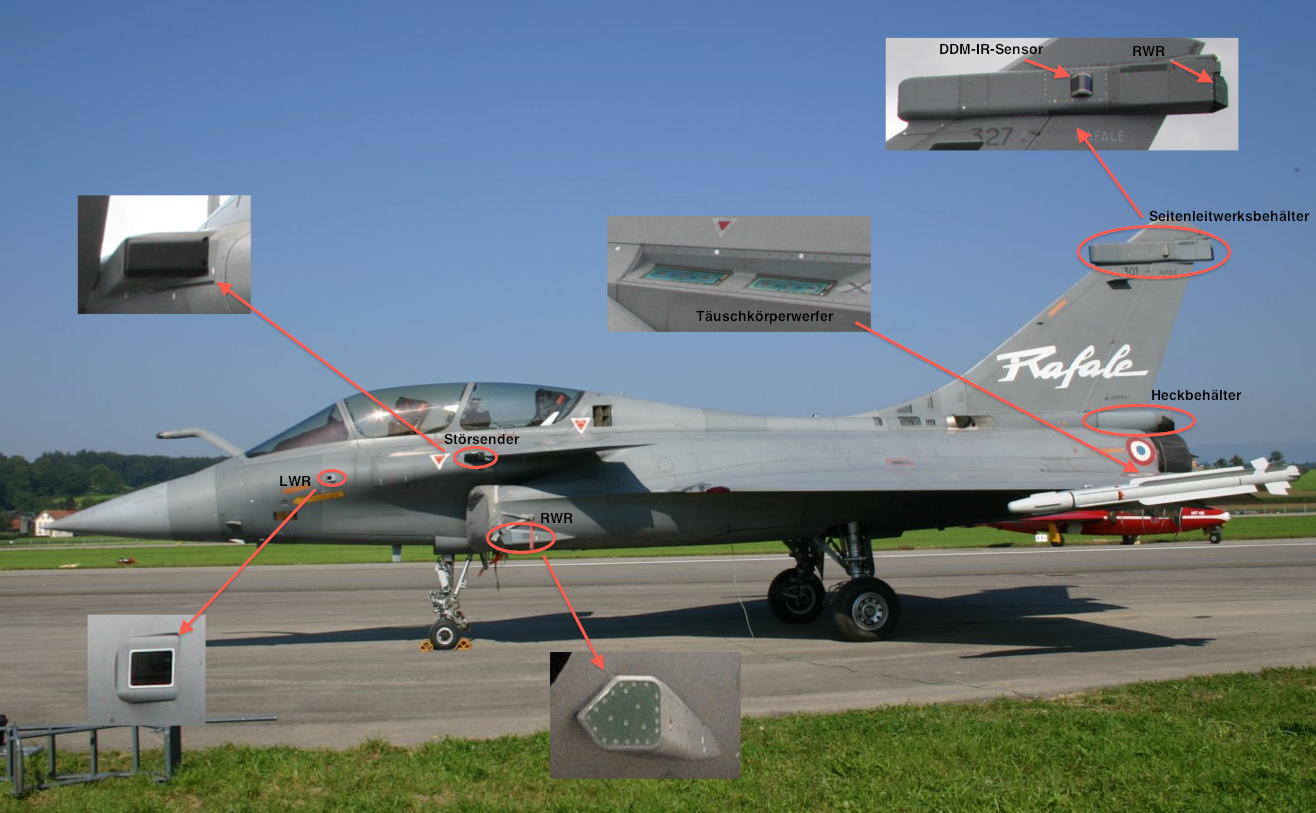
Схема елементів

Rafale оснащений інтегрованою системою захисту під назвою SPECTRA, яка захищає літак від повітряних і наземних загроз, розробленою в рамках спільного підприємства між Thales і MBDA. Інтегровано різні методи виявлення, перешкод та створення хибних цілей, і систему розробили для високої перепрограмовуваності для протидії новим загрозам і включення додаткових підсистем у майбутньому. Операції в Лівії значно полегшила система SPECTRA, що дозволило Rafale виконувати місії незалежно від підтримки платформ придушення ворожої ППО.
Здатність Rafale до наземних атак значною мірою залежить від сенсорних прицільних контейнерів, таких як контейнер розвідки нового покоління Areos від Thales Optronics і електрооптичний/лазерний прицільний контейнер Damocles. Ці системи забезпечують інформацію для цілевказівки, дозволяють виконувати тактичні розвідувальні місії та інтегровані з архітектурою IMA літака Rafale для надання проаналізованих даних союзним підрозділам і наземним станціям, а також пілоту. Damocles надає інформацію про цілі для різних видів озброєння, які несе Rafale, і безпосередньо інтегрується з VHF/UHF захищеним радіозв’язком Rafale для передачі інформації про цілі іншим літакам. Він також виконує інші ключові функції, такі як повітряне оптичне спостереження, і інтегрований із системою навігації як камери з інфрачервоним підсвічуванням (FLIR).
Прицільний контейнер Damocles був описаний як «неконкурентоспроможний» у порівнянні з аналогами, такими як Sniper і AN/AAQ-28 Litening; тому розпочалася робота над модернізованим контейнером під назвою Damocles XF з додатковими сенсорами та додатковою здатністю передавати відео в реальному часі. Новий прицільний контейнер від Thales, Talios, був офіційно представлений на авіашоу у Фарнборо 2014 року. Очікувалося, що Talios буде інтегрований на Rafale до 2018 року. Розвідувальний контейнер Thales Areos є всепогодною, цілодобовою системою розвідки, яка використовується на Rafale і забезпечує значно покращені розвідувальні можливості у порівнянні з попередніми платформами. Areos був розроблений для виконання розвідки в різних профілях місій і умовах, використовуючи кілька денних і нічних сенсорів і власні незалежні канали передачі даних.

### Радар і датчики
На винищувачі встановлена передньосекторна оптоелектронна система (фр. Optronique Secteur Frontal (OSF)), радар з АФАР Thales RBE2-AA (з 2012 року). Оснащений системою попередження Thales SPECTRA, яка включає попередження про лазерне опромінення, радіолокаційне опромінення, систему попередження про ракетну атаку DDM-NG (з 2012 року), що складається з двох пасивних датчиків на кілях. Система DDM-NG забезпечує сферичне зображення в інфрачервоному діапазоні.

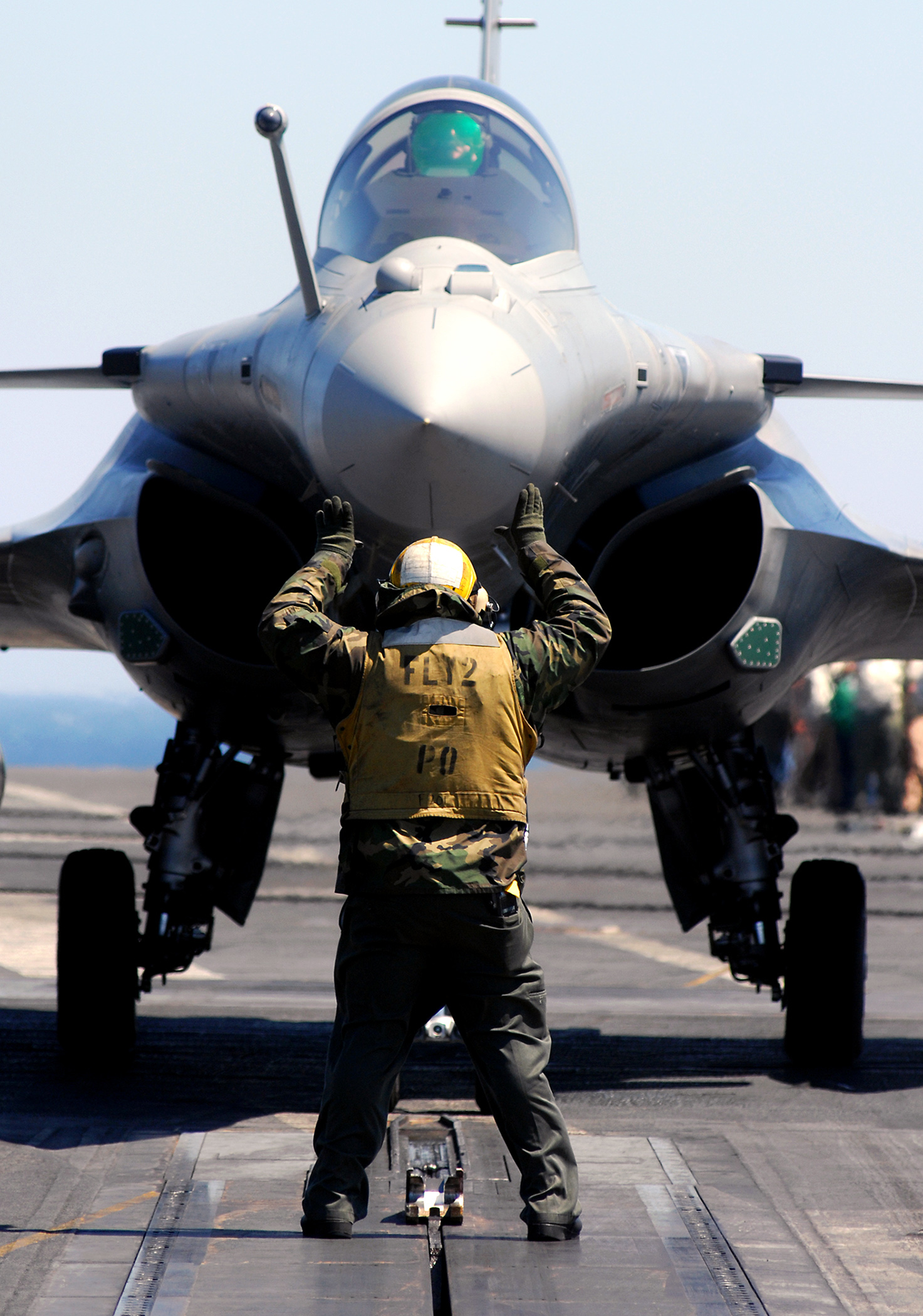
Систему OSF видно над носовим обтічником, під лобовим склом і збоку від штанги дозаправки.

«Рафаль» спочатку був оснащений багаторежимним радаром з пасивною фазованою антенною решіткою Thales RBE2. Компанія Thales стверджує, що їм вдалося досягти підвищеного рівня ситуаційної обізнаності у порівнянні з попередніми літаками завдяки більш ранньому виявленню та відстеженню кількох повітряних цілей для ближнього бою та перехоплення на великій відстані, а також реальному часу створення тривимірних карт для слідування за рельєфом місцевості та створення високоточних карт поверхні для навігації та наведення. На початку 1994 року повідомлялося, що технічні труднощі з радаром затримали розробку Рафаля на шість місяців. У вересні 2006 року видання Flight International повідомило, що вартість одиниці Рафаля значно зросла через додаткові роботи з покращення дальності виявлення RBE2.
З часом радар з ПФАР RBE2 замінено на радар з АФАР RBE2 AA. За повідомленнями, RBE2 AA забезпечує більшу дальність виявлення — 200 км, підвищену надійність та знижені вимоги до обслуговування в порівнянні з попереднім радаром. Демонстратор Рафаль розпочав випробувальні польоти у 2002 році і на грудень 2011 року мав загалом 100 льотних годин. Станом на грудень 2009 року виробництво передсерійних радарів RBE2 AA вже тривало. На початку жовтня 2012 року перший Рафаль, оснащений радаром RBE2 AA, прибув на авіабазу Мон-де-Марсан для оперативної служби (розробка була описана компаніями Thales і Dassault як «вчасна і в межах бюджету»). До початку 2014 року перша бойова ескадрилья Повітряних сил мала отримати Рафалі з радаром з АФАР, після того як французький ВМФ мав отримати такі Рафалі у 2013 році.
Щоб «Рафаль» міг виконувати роль панування в повітрі, він оснащений кількома пасивними сенсорними системами. Передньосекторна оптоелектронна система або (фр. Optronique Secteur Frontal (OSF), розроблена компанією Thales, повністю інтегрована в літак і може працювати як у видимому, так і в інфрачервоному діапазонах. OSF дозволяє застосовувати інфрачервоні ракети, такі як MICA, на дистанціях поза межами візуальної видимості; її також можна використовувати для виявлення та ідентифікації повітряних цілей, а також цілей на землі та на морі . Компанія Dassault описує OSF як нечутливу до перешкод і здатну забезпечити приховане спостереження на великій відстані. У 2012 році вдосконалена версія OSF була введена в експлуатацію.

### Двигун

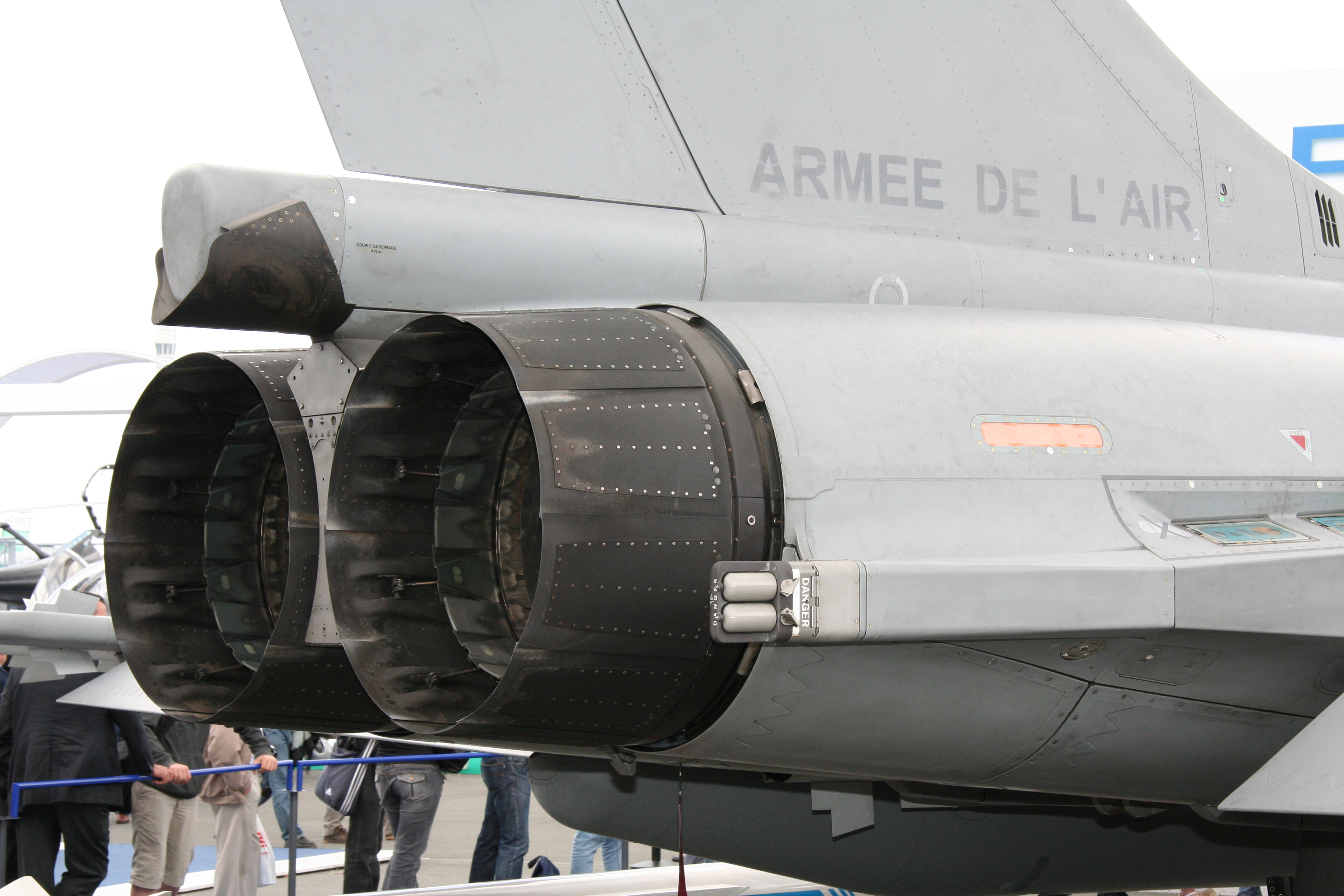
Задня частина планера та два сопла двигуна.

Рафаль оснащений двома двигунами Snecma M88, кожен з яких здатний забезпечувати до 50 кілоньютонів тяги без форсажу і 75 кН з форсажем. Двигуни мають кілька нововведень, включаючи екологічно чисту камеру згоряння, лопатки турбіни з монокристалів, диски, виготовлені за допомогою порошкової металургії, і технології для зменшення радіолокаційної та інфрачервоної помітності. M88 дозволяє Рафалю здійснювати надзвуковий політ (суперкруїз) з чотирма ракетами і одним підвісним баком.
Кваліфікація двигуна M88-2 завершилася у 1996 році, і перший серійний двигун був доставлений до кінця року. Через затримки у виробництві двигунів, демонстратор Rafale A спочатку був оснащений двигуном General Electric F404. У травні 2010 року Rafale вперше здійснив політ з двигуном M88-4E, удосконаленою версією з меншими вимогами до обслуговування порівняно з попереднім M88-2. Двигун має модульну конструкцію для спрощення будівництва та обслуговування, а також для можливості модернізації старих двигунів M88-2 до стандарту M88-4E. Потенційні замовники на експорт, такі як Об'єднані Арабські Емірати (ОАЕ), виявили інтерес до більш потужних двигунів M88. Станом на 2007 рік також розроблявся варіант двигуна з керованим вектором тяги, позначений як M88-3D.

### Озброєння

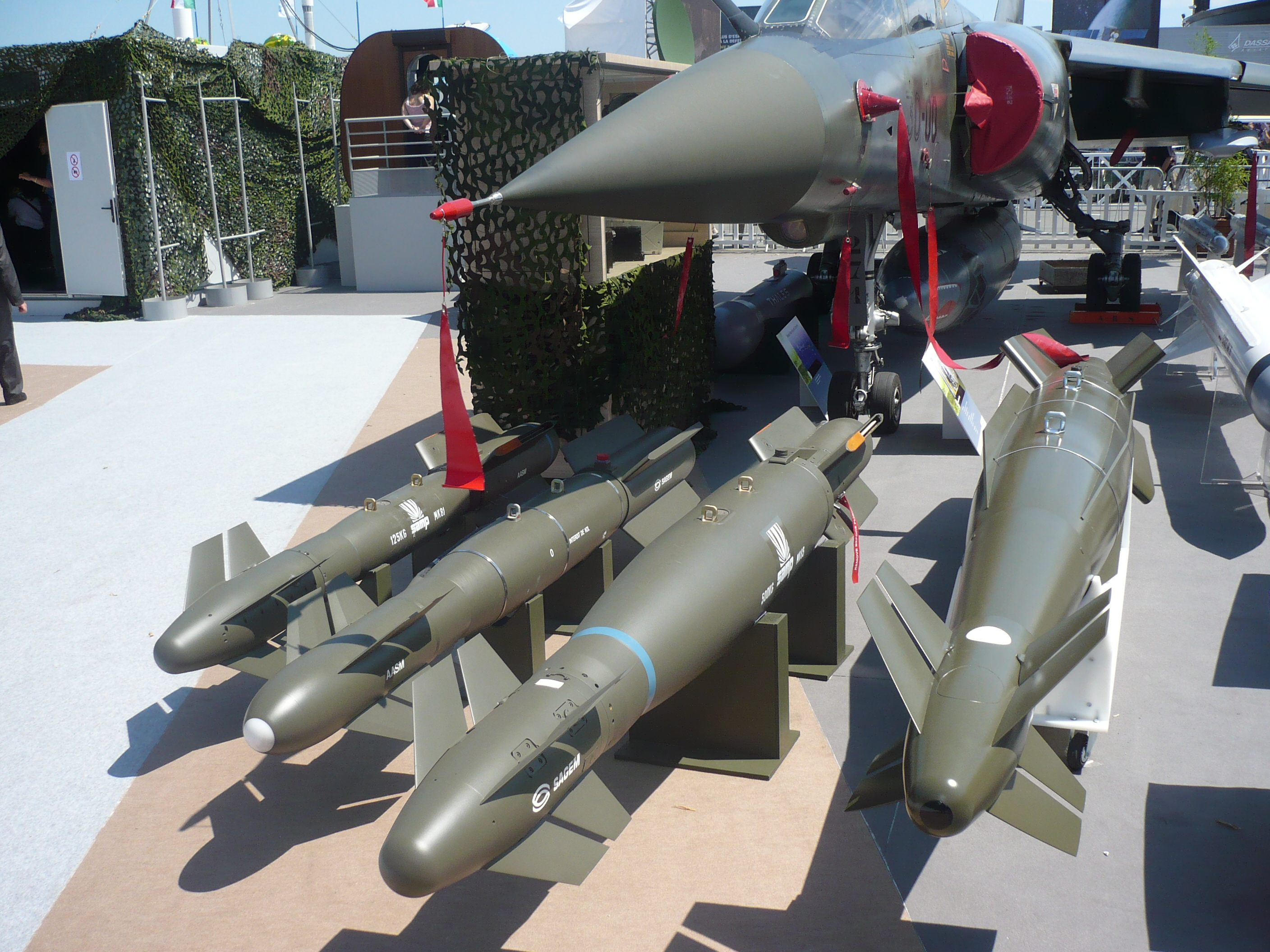
Сімейство зброї AASM-Hammer

Початкові поставки Rafale M відповідали стандарту F1 («France 1»), який був обладнаний для виконання завдань повітряного перехоплення, але не мав озброєння для виконання операцій «повітря — поверхня». Стандарт F1 набув оперативної готовності у 2004 році. Пізніші поставки відповідали стандарту «F2», який додав можливість проведення операцій «повітря — поверхня»; перший Rafale M стандарту F2 був доставлений у ВМС Франції у травні 2006 року. Починаючи з 2008 року, поставки Rafale відповідали стандарту F3, який здатний нести ядерну зброю та також додавав можливість проведення розвідки за допомогою розвідувального контейнера Areos. Повідомлялося, що всі літаки, побудовані за попередніми стандартами F1 і F2, будуть модернізовані до стандарту F3.

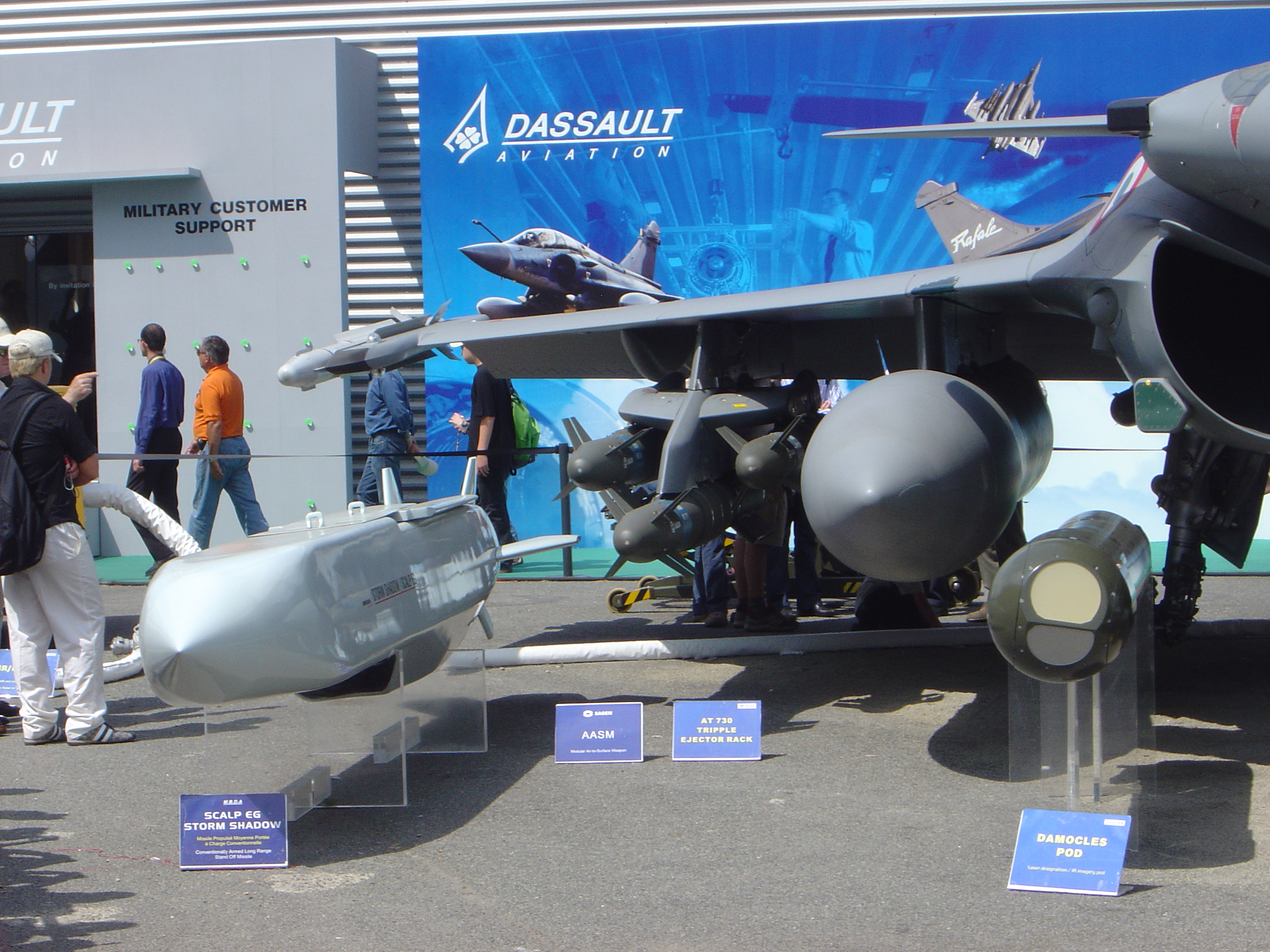
Озброєння Рафаля

Літаки стандарту F3 здатні виконувати різноманітні бойові завдання з широким спектром обладнання, зокрема місії протиповітряної оборони та панування в повітрі із застосуванням ракет «повітря — повітря» MICA IR та EM, а також високоточні атаки на наземні цілі із застосуванням крилатих ракет SCALP EG і керованих авіабомб AASM. Крім того, місії з ураження кораблів можуть виконуватися за допомогою ракет AM39 Exocet, що летять над поверхнею моря, а розвідувальні польоти використовують комбінацію бортового та зовнішнього контейнерного сенсорного обладнання. Також літак може виконувати ядерні удари, якщо оснащений ракетами ASMP-A. У 2010 році Франція замовила 200 ракет дальнього радіуса дії MBDA Meteor, що значно збільшує відстань, на якій Rafale може атакувати повітряні цілі.
Програма стандарту F4 була запущена 20 березня 2017 року Міністерством оборони Франції. Перший випробувальний літак стандарту F4.1 був доставлений у березні 2023 року.
Для сумісності з озброєннями різних типів і походження, бортова система управління озброєнням Rafale відповідає стандарту MIL-STD-1760, електричному інтерфейсу між літаком і його підвісними засобами, що спрощує інтеграцію багатьох наявних озброєнь та обладнання. Rafale зазвичай оснащений 14 точками підвісу (лише 13 у версії Rafale M), п'ять з яких підходять для важкого озброєння або обладнання, такого як допоміжні паливні баки, і має максимальну зовнішню навантажувальну здатність у дев'ять тонн. Крім зазначеного вище обладнання, Rafale оснащений 30-мм револьверною гарматою GIAT 30 і може бути укомплектований низкою лазерних бомб та боєприпасів для ударів по наземних цілях. За словами Dassault, бортові бойові системи Rafale дозволяють проводити операції «повітря — поверхня» і «повітря — повітря» в одному вильоті, причому багато функцій можуть виконуватися одночасно, що підвищує живучість і універсальність літака.

## Варіанти

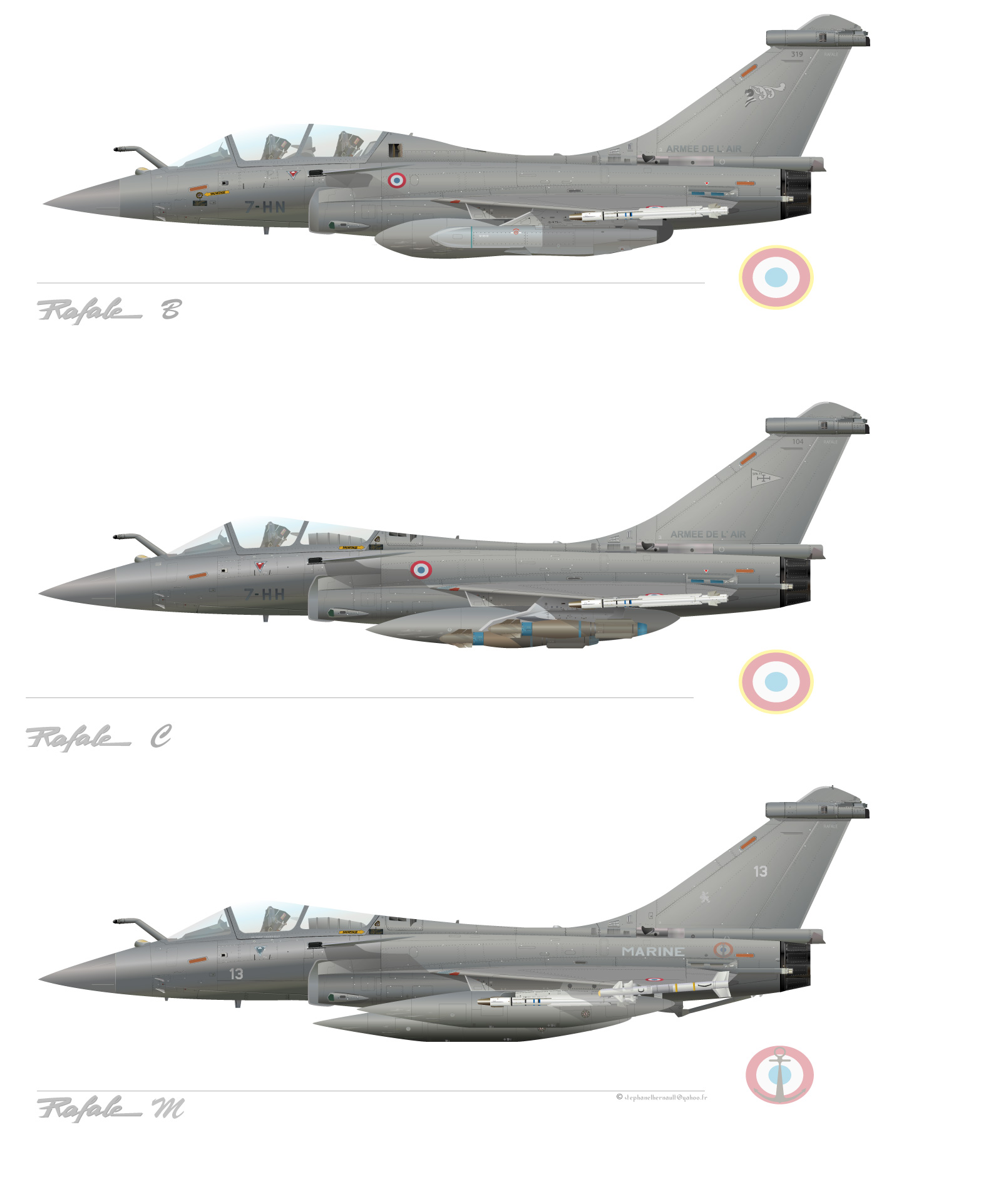
Rafale B/C та M

- Rafale A — дослідно-демонстраційний, перший політ здійснив в 1986 році[4].
- Rafale B — двомісний, наземного базування.
- Rafale C — одномісний, наземного базування.
- Rafale D — перша назва Rafale C (перейменований в 1990-му).
- Rafale M — одномісний, авіаносного базування.

Подібний до Rafale C, але з модифікаціями, які дозволяють виконувати операції з авіаносців, оснащених CATOBAR (система запуску з авіаносців). Для авіаносних операцій модель M має посилений корпус, довшу та посилену передню стійку шасі для забезпечення більш нахиленого вперед положення, більший хвостовий гак між двигунами для посадки та вбудовану посадкову драбину. Таким чином, Rafale M важить приблизно на 500 кг більше, ніж Rafale C. Це єдиний неамериканський тип винищувача, якому дозволено діяти з палуб американських авіаносців, використовуючи катапульти та їхні аерофінішери, що було продемонстровано у 2008 році, коли шість Rafale з ескадрильї Flottille 12F брали участь у навчаннях з взаємодії на борту авіаносця USS «Теодор Рузвельт».
- Rafale N — двомісний, авіаносного базування. Спочатку називався Rafale BM — це була запланована двомісна версія виключно з ракетним озброєнням для Військово-морських сил Франції (Aéronavale)[112]. Через бюджетні обмеження програму було скасовано.
- Rafale DM — двомісний для повітряних сил Єгипту[113].
- Rafale EM — одномісний для повітряних сил Єгипту[114].
- Rafale DH — двомісний для повітряних сил Індії[115].
- Rafale EH — одномісний для повітряних сил Індії[116].
- Rafale DQ — двомісний для повітряних сил Катару[117].
- Rafale EQ — одномісний для повітряних сил Катару[117].
- Rafale DG — двомісний для повітряних сил Греції[118].
- Rafale EG — одномісний для повітряних сил Греції[119].

Можливості та характеристики літака залежать від пакету («стандарту») оновлення. Виробник описує стандарти наступним чином:
- Стандарт F1 — дозволяє виконувати лише місії типу «повітря — повітря». Набув стану оперативної готовності в 2004 році.
- Стандарт F2 — додає літаку можливість проводити місії типу «повітря — поверхня».
- Стандарт F3 — додає літаку можливості проводити місії з повітряної розвідки за допомогою розвідувального контейнера AREOS, протикорабельні можливості за допомогою ракет AM39 Exocet та можливості ядерного стримування за допомогою ракет ASMP-A.
- Стандарт F4 — додає можливість нести до трьох 1000 кг «розумних бомб» AASM «Hammer» з GPS/лазерним наведенням, модернізовані радари та сенсори, які полегшують виявлення повітряних малопомітних цілей на великій відстані, а також покращені можливості шоломного дисплея. Завдяки вдосконаленому комунікаційному обладнанню, він також став ефективнішим у мережево-центричній війні. Станом на 2024 рік, йшов процес оновлення флоту французьких Rafale до цього стандарту.

## Тактико-технічні характеристики
Дані взяті з Dassault Aviation, Superfighters, French Navy, International Directory of Military Aircraft

### Технічні характеристики
- Екіпаж: 1—2 людини
- Довжина: 15,27 м
- Розмах крил: 10,80 м
- Висота: 5,34 м
- Площа поверхні крил: 45,7 м²
- Маса порожнього: 10 000 кг

Схема Dassault Rafale в 3 проєкціях

- Нормальна злітна маса: 14 710 кг
- Максимальна злітна маса: 24 500 кг
- Маса корисного навантаження: 9 500 кг
- Маса палива у внутрішніх баках: 4 700 кг[124]
- Маса палива в ППБ: 7500 кг
- Двигун: 2 × двоконтурних турбореактивних з форсажною камерою SNECMA M88-2-Е4[en]
  - Суха маса двигуна: 897 кг
  - Максимальна тяга: 2 × 5100 кгс
  - Тяга на форсажі: 2 × 7650 кгс
  - Температура газів перед турбіною: 1577 °C (1850 K)

### Льотні характеристики
- Максимальна швидкість на великій висоті: 1,8 Маха (~2200 км/год)[124]
- Бойовий радіус: 1800 км
- Бойовий радіус: 1093 км у варіанті винищувача-перехоплювача
- Перегінний радіус: 3700 км (з 3 × ППБ)
- Практична стеля: 16 760 м[124]
- Швидкопідйомність: >305 м/с (18 300 м/хв)[124]
- Навантаження на крило: 326 кг/м²
- Тягооснащеність: 1,13 (0,988 з 100% палива, 2 ракетами EM A2A, 2 ракетами IR A2A)
- Максимальне експлуатаційне перевантаження:+9 −3,6 g[124]
- Мінімальна довжина ЗПС: 400 м[125]

### Озброєння
- Гарматне: 1×30 мм авіаційна гармата GIAT 30/M791B (темп стрільби  2500 постр/хв), боєзапас — 125 снарядів типу OPIT (бронебійно-запалювальний трасуючий)
- Точки підвісу: 14 зовнішніх точок підвіски для версій повітряно-космічних сил (Rafale B/C), 13 для версії ВМС (Rafale M)
- Бойове навантаження: 9 500 кг
- Ракети:
  - «повітря — повітря»: MICA, AIM-9, AIM-120, AIM-132, MBDA Meteor, R.550 Magic
  - «повітря — поверхня»: ASMP з ядерною бойовою частиною, Apache, AM.39-Exocet, Storm Shadow, AASM
- Бомби:
  - Mark 82[126]
  - GBU-12 Paveway II, GBU-16 Paveway II, GBU-22 Paveway III, GBU-24 Paveway III, GBU-49 Enhanced Paveway II

### Електроніка
- Радар з АФАР Thales RBE2-AA
- Система радіоелектронної боротьби Thales SPECTRA
- Інфрачервона пошуково-слідкуюча система Thales/SAGEM-OSF Optronique Secteur Frontal

## Вартість
Ціна одного літака без урахування супутніх витрат станом на 2010 рік становила 101,1 мільйона євро для версії F3+.
Загальна вартість програми станом на 2013 фінансовий рік становила близько 45,9 мільярда євро, що становило приблизно 160,5 мільйона євро на один літак. Ця цифра враховує покращене обладнання стандарту F3 і включає витрати на розробку протягом 40 років, з урахуванням інфляції.

## Аварії та катастрофи
- 6 грудня 2007 винищувач модифікації Rafale B (с/н 316, винищувальної ескадрильї 1/7 «Прованс» (фр. l'escadron de chasse 1/7 «Provence»)) ПС Франції) злетів з військово-повітряної бази Сен-Дізьє, розбився о 18:30 за місцевим часом, поблизу населеного пункту Невік, в центральній частині Франції[129]. Літак виконував тренувальний політ. Причина — збій в електродистанційній системі управління польотом. Пілот — капітан Еммануель Морьюзе (фр. Emmanuel Moriuser) загинув.

- 24 вересня 2009 два винищувачі модифікації Rafale  M (с/н 22 і 25, дванадцятої флотилії ВМС Франції) у результаті зіткнення впали у Середземне море за 30 км від міста Перпіньян[130]. Катастрофа сталася о 18:10 за місцевим часом, при поверненні літаків на авіаносець «Шарль де Голль» (фр. Charles de Gaulle). Згідно з інформацією з Бюро розслідувань подій при міністерстві оборони (фр. Bureau enquetes accident de la Defense), причиною катастрофи був людський фактор. Пілот одного з винищувачів, капітан 3-го рангу Жан Бофіл (фр. Yann Beaufils) катапультувався. Пілот другого винищувача, капітан 2-го рангу Франсуа Дюфло (фр. François Duflot) — загинув.

- 28 листопада 2010 винищувач модифікації Rafale M (с/н 18, дванадцятої флотилії ВМС Франції) упав у Аравійське море, повертаючись на авіаносець «Шарль де Голль» після виконання бойового завдання з підтримки коаліційних сил у контртерористичній операції в Афганістані. Катастрофа сталася за 100 км від узбережжя Пакистану. Причина — технічна несправність. Пілот катапультувався і був підібраний рятувальним вертольотом.

- 2 липня 2012 під час спільних навчань винищувач Rafale з авіаносця «Шарль де Голль» упав у Середземне море. Пілот успішно катапультувався і був врятований американським пошуково-рятувальним гелікоптером з авіаносця USS Dwight D. Eisenhower[131].

- 14 серпня 2024 французький одномісний винищувач Rafale зіткнувся з іншим двомісним тренувальним винищувачем Rafale над Коломбе-ле-Бель. Один із пілотів катапультувався перед тим, як літак врізався в землю, а курсант та інструктор другого літака вважалися зниклими безвісти. Обидва літаки базувалися на авіабазі Сен-Дізьє – Робінсон. 15 серпня було оголошено про загибель зниклих пілотів[132][133].

## Оператори

### Поточні
- Франція: 137 Rafale станом на 2024 рік[134]. Замовлено 180 шт[135].
  - ПКС Франції — 54 Rafale B та 41 Rafale С (планується модернізація до стандарту F3-R) станом на 2024 рік[136].
  - ВМС Франції — 42 Rafale М F3-R станом на 2024 рік[137].
- Єгипет — 24 в наявності та ще 54 замовлено[138][139]. 16 Rafale DM та 8 Rafale EM станом на 2024 рік[140].
- Індія: у вересні 2016 року укладено угоду на 36 літаків (28 одномісних та 8 двомісних) вартістю 9,27 млрд доларів США. Постачання мало відбутись до кінця 2021 року[141]. 8 Rafale DH та 28 Rafale EH станом на 2024 рік[142].
- Греція — у січні 2021 року замовила 18 літаків (12 вживаних та 6 нових)[143], а у вересні дозамовила ще 6[144]. Станом на січень 2025 року, всі 24 винищувача Rafale поставлені до повітряних сил Греції[145][146].
- Хорватія — замовили 12 літаків[147]. 2 жовтня 2023 року ПС Хорватії отримали перший з 12 винищувачів.
- Катар — Катар замовив 24 винищувачі у 2015 році та ще 12 у 2018 році[148]. Станом на 2023 рік, всі 36 літаків доставлені[149]. 9 Rafale DQ та 27 Rafale EQ станом на 2024 рік[150].

#### Франція
Авіація ВМС Франції

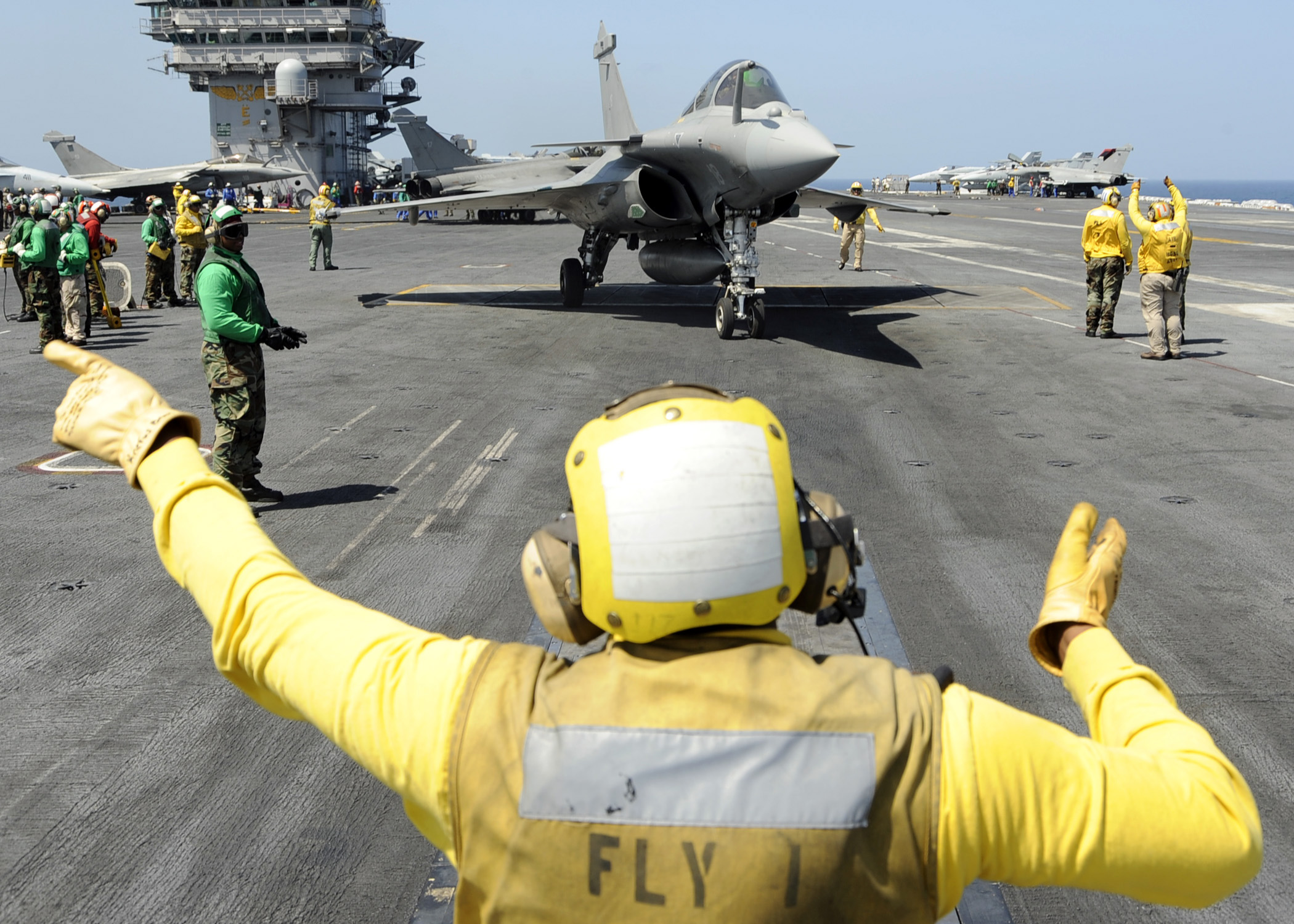
Rafale M на борту USS «Теодор Рузвельт», 2008 рік

У грудні 2000 року авіація ВМС Франції, повітряний компонент ВМС Франції, отримала перші два винищувачі Rafale M. 18 травня наступного року ескадрилья Flottille 12F, яка раніше експлуатувала винищувачі F-8 Crusader, стала першою ескадрильєю, що почала використовувати Rafale. Flottille 12F одразу взяла участь у навчаннях «Trident d'Or» на борту авіаносця «Шарль де Голль» разом з військовими кораблями з десяти інших країн. Під час морських навчань ВМС Франції випробовували авіоніку Rafale під час симульованих перехоплень різних іноземних літаків, а також виконували зльоти і посадки з авіаносця. Після майже чотирьох років підготовки, у червні 2004 року Rafale M був визнаний боєздатним у складі ВМС Франції.
Rafale M повністю сумісний з авіаносцями ВМС США, і деякі французькі пілоти отримали кваліфікацію для польотів з палуб американських авіаносців. 4 червня 2010 року, під час навчань на борту авіаносця USS Harry S. Truman, французький Rafale став першим винищувачем іноземного флоту, на якому було замінено двигун на борту американського авіаносця.
Повітряно-космічні сили Франції
У квітні 2005 року повітряні сили отримали перші три літаки Rafale B стандарту F2 в центрі військових авіаційних експериментів, що знаходиться в Мон-де-Марсані, де була проведена операційна оцінка підготовки пілотів. На той час очікувалося, що ескадрилья винищувачів 1/7 у Сент-Дізьє отримає ядро з 8–10 літаків Rafale F2 влітку 2006 року в підготовці до повної бойової служби (з потужними можливостями повітря — повітря та високоточними повітря — поверхня), починаючи з середини 2007 року.
У 2007 році в рамках «екстреної програми» модернізували шість літаків Rafale, щоб вони могли використовувати бомби з лазерним наведенням для дій в Афганістані. Три з цих літаків ПС були відправлені до Душанбе в Таджикистані, а інші три — на борту авіаносця «Шарль де Голль» у складі ВМС. Перша місія відбулася 12 березня 2007 року, а перша GBU-12 була випущена 28 березня на підтримку голландських військ у південному Афганістані, що ознаменувало дебют Rafale в бойових умовах. Між січнем 2009 року та груднем 2011 року мінімум три Rafale базувалися в міжнародному аеропорту Кандагар для проведення операцій на підтримку наземних сил НАТО.
Детальніше про бойове застосування винищувачів Rafale у складі ПКС та ВМС Франції див. у розділі бойове застосування.

#### Єгипет
Упродовж 2013-2017 років Франція продала Єгипту 24 багатофункціональних бойових літаків, опціон передбачав поставку ще 12 бортів, який так і не реалізували.
16 лютого 2015 року Єгипет став першим міжнародним покупцем Rafale, коли офіційно замовив 24 винищувачі в рамках більшої угоди, яка також включала багатоцільовий фрегат FREMM та ракети на суму 5,9 мільярда доларів США (5,2 мільярда євро). Замовлення складалося з 8 одномісних моделей і 16 двомісних.
У листопаді 2021 року набрав чинності контракт на придбання Єгиптом 30 додаткових бойових літаків Rafale для оснащення своїх Повітряних сил. ПС Єгипту зацікавлені в купівлі варіанту Rafale F4, щойно Dassault підготує його для іноземних покупців.
Аналітики вважають, що на відносно швидку серію з 84 замовлень з Єгипту та Катару вплинула Арабська весна та невизначеність участі США на Близькому Сході.

#### Греція
У січні 2021 року Греція та компанія «Dassault Aviation» підписали контракт вартістю близько 2,35 млрд доларів на поставку грецьким ПС 18 багатофункціональних винищувачів Rafale компанії Dassault. Вони замінять бойові літаки Dassault Mirage 2000BG та Mirage 2000EG, що експлуатуються в країні. Загалом, Греція отримає 6 нових винищувачів і 12 вживаних реактивних літаків зі складу ПКС Франції, 10 одномісних і два двомісних.
13 вересня 2021 року стало відомо, що Греція дозамовила ще шість французьких багатоцільових винищувачів Rafale.
19 січня 2022 року перші шість літаків Рафаль приземлилися на авіабазі Танагра, де відбулася урочиста церемонія зустрічі. Цей тип літаків офіційно вступив на озброєння у вересні 2023 року. 
У 2024 році повідомлялося, що уряд Греції розглядає можливість придбання ще 6–12 літаків Рафаль (а також ще одного фрегата) до 80-ї річниці Дня висадки в Нормандії. Вони також хотіли домовитися про відтермінування деяких платежів за попередніми угодами на постачання зброї до 2028–2030 років і обговорити можливість передачі 24 літаків Mirage 2000-R, які планували списати, як часткову оплату.
У січні 2025 року повітряні сили Греції отримали останній з 24 замовлених винищувачів Dassault Rafale. Останній винищувач приземлився на авіабазі Танагра Повітряних сил Греції 9 січня 2025 року, тим самим став останнім літаком, замовленим у межах додаткової партії на шість апаратів.

#### Індія
Повітряні сили Індії

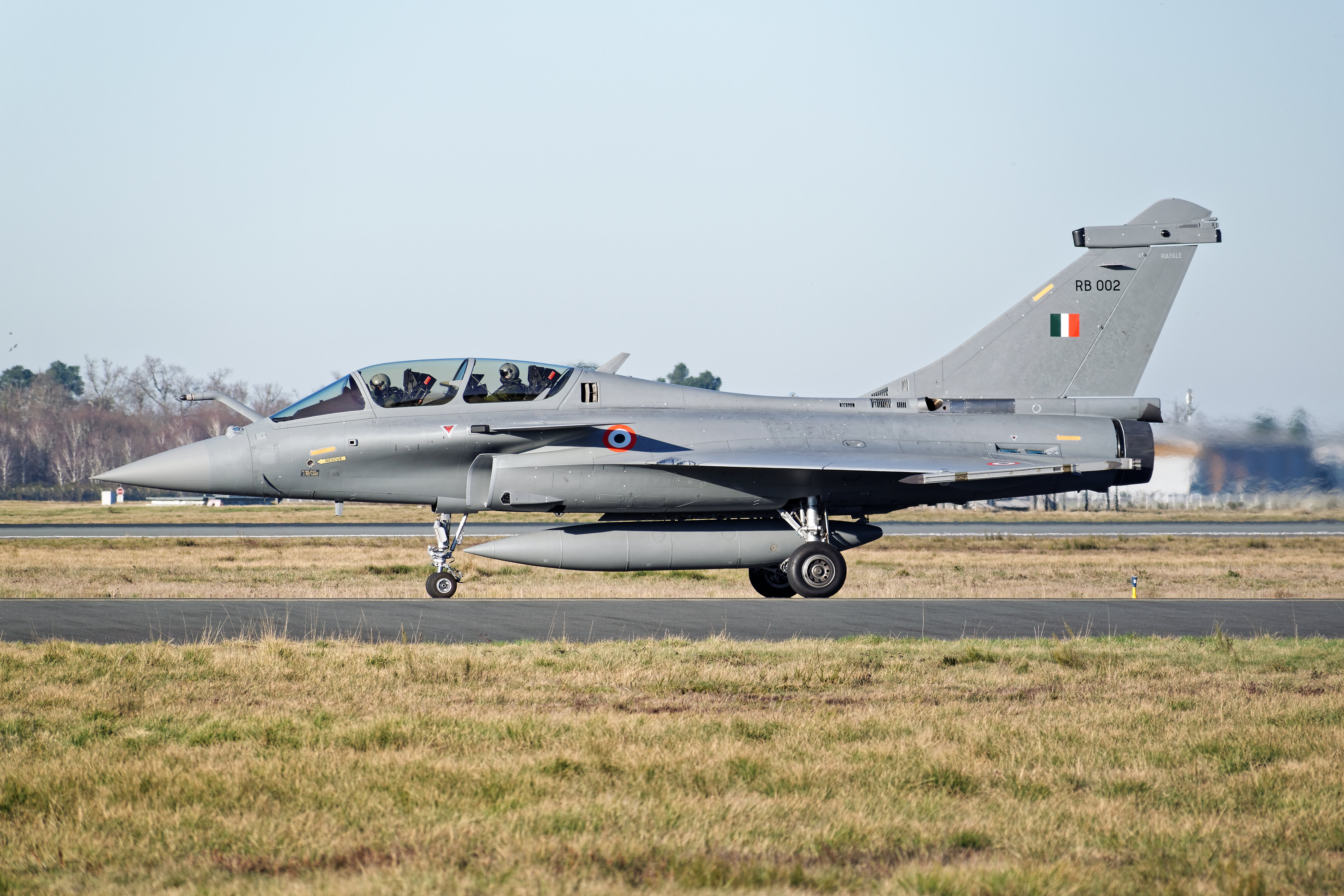
Rafale ПС Індії в аеропорту Бордо-Мериньяк, 6 лютого 2020 р.

Rafale був одним із шести літаків, які брали участь у тендер ПС Індії на поставку 126 багатоцільових винищувачів. В конкурсі Medium Multi-Role Combat Aircraft (MMRCA; укр. «Середній багатоцільовий бойовий літак») брали участь винищувачі F/A-18E/F Super Hornet, Rafale, Eurofighter Typhoon, F-16, МіГ-35 та JAS 39 Gripen. Спочатку для конкурсу розглядали Mirage 2000, але Dassault відмовилася від нього на користь Rafale. У лютому 2011 року Rafale провели демонстраційні польоти в Індії, включаючи повітряні бої з Су-30МКІ. У квітні 2011 року ПС Індії відібрали Rafale та Eurofighter Typhoon для контракту на суму 10,4 мільярда доларів США. 31 січня 2012 року ПС Індії оголосили, що Rafale є пріоритетним претендентом. Було запропоновано, щоб 18 літаків були поставлені ПС Індії у готовому до польотів стані до 2015 року, а решта 108 виготовлялися б компанією Hindustan Aeronautics Limited (HAL) в Індії за угодами про передачу технологій. За умовами тендеру, переможець мав інвестувати 50 % загальної суми у виробництво на території Індії.
23 вересня 2016 року міністр оборони Індії Манохар Паррікар та його французький колега Жан-Ів Ле Дріан підписали контракт на суму 7,8 мільярда євро для закупівлі 36 готових Rafale з можливістю замовлення додаткових 18 за тією ж ціною, скоригованою згідно інфляції. Очікувалося, що перші Rafale будуть доставлені до 2019 року, а в Індію планується поставити всі 36 винищувачів протягом шести років. Угода включала запасні частини та ракети «повітря — повітря» великої дальності Meteor. Індія розглядала можливість замовити ще 36 Rafale близько серпня 2017 року на тлі напруженості з Китаєм.
Доставка 36 Rafale розпочалася 27 липня 2020 року, коли перші 5 Rafale були доставлені до ПС Індії з Франції. Друга партія 3-х реактивних літаків прибула на авіабазу Джамнагар у Гуджараті 4 листопада 2020 року після прямого польоту із Франції. Третя партія з 3 літаків прибула 27 січня 2021 року, а четверту партію передали 31 березня 2021 року. П'ята поставка в рамках контракту відбулась 21 квітня 2021 року. Переліт протяжністю 8000 км здійснили три літаки з авіаційної бази у Франції Мериньяк.
У квітні 2021 року французькі ЗМІ повідомили про розслідування фактів корупції в угоді Dassault Aviation з Індією. Начебто Антикорупційна агенція Франції (AFA) звернула увагу на підозрілий платіж, який Dassault здійснила у 2017 році «на подарунки для клієнтів».
У червні 2024 року ПС Індії відправили контингент на другі за рік навчання «Red Flag – Alaska 2024», які проводилися з 4 по 14 червня на авіабазі ПС США Аєлсон, Аляска. Індійський контингент складався з літаків «Рафаль», одного літака-заправника Іл-78МКІ і важкого транспортного літака C-17. Навчання були зосереджені на бойових симуляціях поза межами візуальної видимості. Серед інших учасників були ПС Республіки Сінгапур, Королівські ПС Великобританії, Королівські ПС Нідерландів, Люфтваффе та повітряні сили США. Агресором виступила 18-та ескадрилья перехоплювачів ПС США. Після завершення навчань, на шляху повернення до Індії, контингент здійснив дозаправку на аеродромі Лажеш у Португалії. Після цього контингент був розділений на дві групи: одна відвідала Грецію, а інша — Єгипет. Рафалі також брали участь у повітряних бойових навчаннях із літаками F-16 ПС Греції та Рафалями ПС Єгипту.
Військово-морські сили Індії
У січні 2016 року уряд Індії доручив ВМС Індії ознайомитися з палубною версією Rafale від Dassault для авіаносців, щоб сприяти уніфікації логістики та запасних частин між ВМС та ПС Індії. У січні 2017 року ВМС Індії оприлюднили запит на інформацію в рамках програми Multi-Role Carrier Borne Fighter (MRCBF; укр. «Багатоцільовий палубний винищувач») для формування бойового крила авіаносця INS Vikrant. Генеральний директор Dassault Ерік Трапп'є заявив, що ВМС Індії можуть замовити до 57 винищувачів Rafale у рамках MRCBF. Пізніше кількість була зменшена до 26 літаків, і оголошено, що це буде тимчасовим рішенням до введення в експлуатацію майбутнього індійського палубного винищувача HAL TEDBF. Конкуренція була між Rafale і F/A-18E/F Super Hornet. Обидва літаки взяли участь у випробуваннях на трамплінах у наземному випробувальному комплексі на базі INS Hansa у січні та червні 2022 року відповідно.
13 липня 2023 року Рада з питань закупівель оборонного озброєння Індії ухвалила рішення на закупівлю 26 винищувачів Rafale M F4 для ВМС Індії, а також 3 додаткових підводних човнів типу «Кальварі».
Згодом ВМС Індії вирішили придбати 26 винищувачів Rafale через міжурядову угоду. Старші представники ВМС, відділу закупівель оборонного озброєння, а також компаній Dassault і Thales розпочали переговори щодо угоди 14 червня 2024 року в Нью-Делі. Головними представниками Франції в цій міжурядовій угоді була Генеральна дирекція озброєнь, а індійським контрагентом Генеральна дирекція закупівель. Ескадрилья літаків планується до розміщення на авіабазі INS Dega у Вішакхапатнамі.
В кінці червня 2024 року було визначено базову ціну Rafale (таку саму, як і для ПС Індії). Згідно з повідомленням, специфічний для ВМС варіант включатиме вдосконалення, що використовуються у варіантах для ПС Індії, такі як шолом із вбудованим дисплеєм, малочастотні глушники, покращений радіовисотомір і приманки з дуже високим діапазоном частот. Ці оновлення будуть супроводжуватися змінами програмного забезпечення для режиму «повітря — море», електромагнітних перешкод і електромагнітної сумісності. Станом на 3 вересня 2024 року інтеграція індійського радара з АФАР Uttam була виключена з угоди щодо Rafale M F4.
Підписання угоди на постачання 26 винищувачів Rafale M планується завершити до кінця 2024 року.

#### Катар

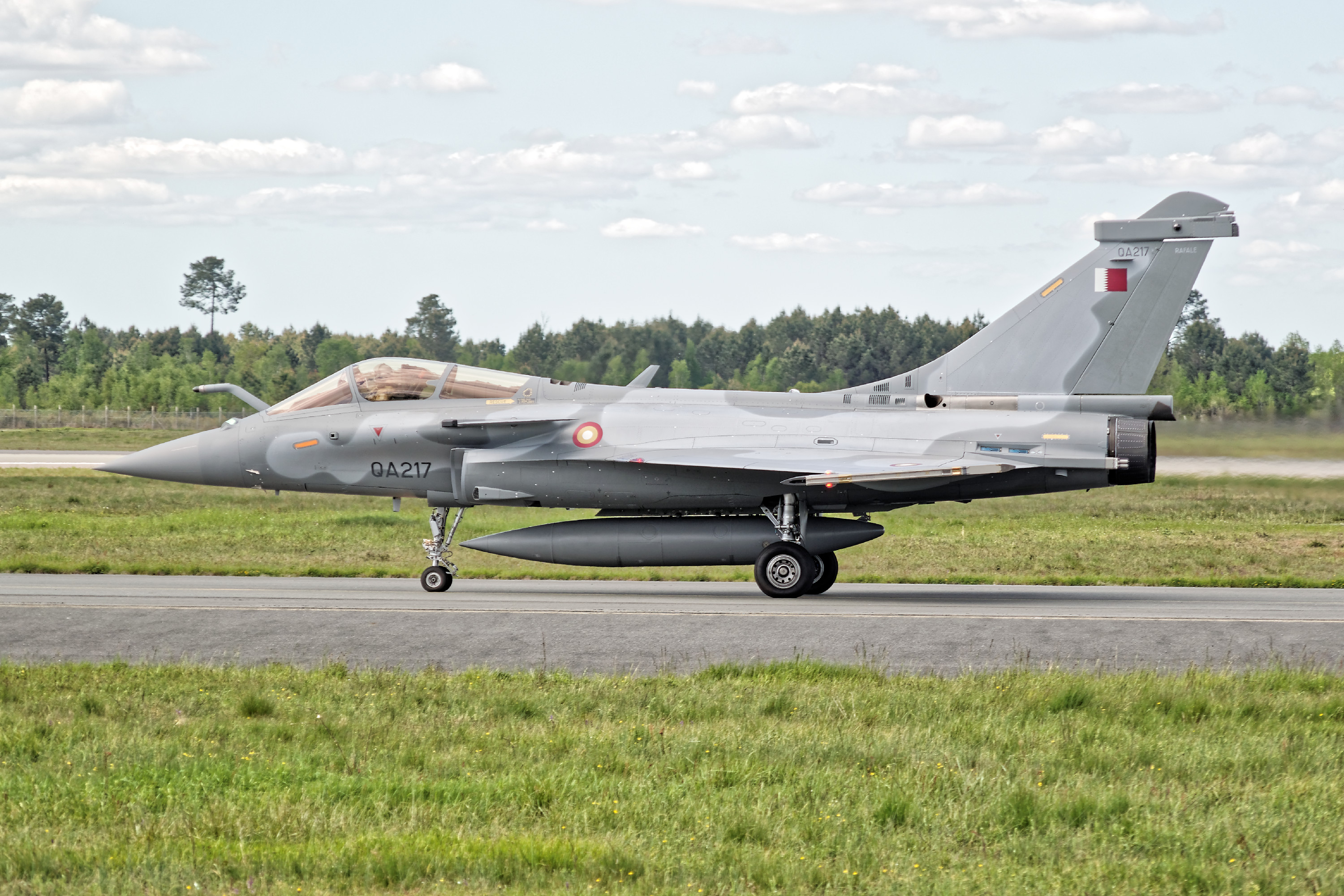
Rafale ПС Катару в аеропорту Бордо-Мериньяк, 2019 рік

Повітряні сили Катару оцінили Rafale разом з Boeing F/A-18E/F Super Hornet, Boeing F-15E, Eurofighter Typhoon і Lockheed Martin F-35 Lightning II для заміни свого флоту Dassault Mirage 2000-5. У червні 2014 року компанія Dassault заявила, що близька до підписання контракту з Катаром на 72 літаки Рафаль. 30 квітня 2015 року шейх Тамім бін Хамад Аль Тані оголосив президенту Франції Франсуа Олланду, що Катар замовить 24 Рафаля з можливістю придбати ще 12 літаків. 4 травня було укладено контракт на 6,3 мільярда євро (7,02 мільярда доларів США) на постачання 24 літаків Рафаль; крім того, контракт передбачав постачання крилатих ракет великої дальності та ракет MBDA Meteor, а також підготовку 36 катарських пілотів і 100 техніків французькими військовими, а також кількох катарських розвідників; таким чином, вартість одного літака можна оцінити в 263 мільйони євро.
7 грудня 2017 року була реалізована опція на додаткові 12 літаків Рафаль за 1,1 мільярда євро (або 92 мільйони євро за кожен), а також додано опцію на ще 36 винищувачів. Перший катарський Рафаль був поставлений у лютому 2019 року.

#### Хорватія

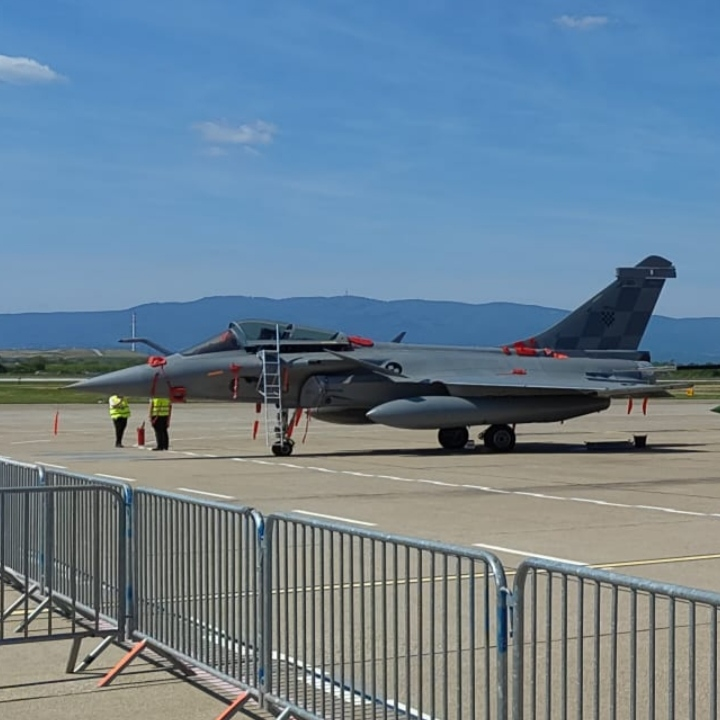
Rafale F3-R ПС Хорватії в аеропорту Загреб

У вересні 2020 року Хорватія отримала пропозицію щодо 12 вживаних Rafale F3-R у рамках тендеру на заміну винищувачів МіГ-21 ПС Хорватії. Загальний пакет пропозиції коштував 1 мільярд євро (включаючи системи озброєння, запчастини, логістику та навчання) і конкурував з новими F-16V Block 70, вживаними ізраїльськими F-16C/D Barak, модернізованими до конфігурації ACE, та Saab Gripen. 28 травня 2021 року прем'єр-міністр Хорватії Андрей Пленкович оголосив про закупівлю 12 вживаних Rafale F3-R C/B: 10 одномісних C F3-R та 2 двомісних Rafale B F3-R. Документи були підписані в листопаді 2021 року міністром збройних сил Франції Флоранс Парлі, керівником та головним виконавчим директором компанії Dassault Aviation Еріком Трап’є та міністром оборони Хорватії Маріо Баножичем.
2 жовтня 2023 року Хорватія отримала перший з 12 винищувачів під час церемонії на авіабазі Монт-де-Марсан. Станом на 11 липня 2024 року було поставлено шість літаків.
26 квітня 2025 року повітряні сили Хорватії отримали останній із замовлених французьких винищувачів Rafale. Дванадцятий винищувач приземлився в аеропорту Franjo Tuđman, тим самим сформувавши повну ескадрилью «Рафалів». Винищувачі увійшли до складу 194-ї авіаційної винищувальної ескадрильї 91-го крила, остаточно замінивши старі винищувачі МіГ-21.

#### Об'єднані Арабські Емірати
У вересні 2014 року повідомлялося, що Об'єднані Арабські Емірати можуть придбати 40 Rafale на додаток до модернізації своїх наявних Mirage 2000. У листопаді 2015 року агентство Reuters повідомило, що генерал-майор Ібрагім Нассер Аль Алаві, командувач ПС та ППО ОАЕ, підтвердив, що ОАЕ перебувають на завершальній стадії переговорів щодо придбання 60 Rafale. У 2019 році на авіабазі Аль Дафра в ОАЕ було проведено серію випробувань Rafale F3-R.
3 грудня 2021 року Об'єднані Арабські Емірати замовили 80 винищувачів Rafale у версії F4 на загальну суму в 15 млрд доларів. Повітряні сили Об'єднаних Арабських Еміратів будуть першим користувачем Rafale F4 за межами Франції.

### Майбутні
Сербія
- Повітряні сили Сербії — переговори щодо контракту на 12 Rafale F4R були завершені в серпні 2024 року[219][220].

Президент Сербії Александар Вучич заявив 24 грудня 2021 року, що Сербія зацікавлена в придбанні нових літаків Rafale для зміцнення повітряних сил та ППО Сербії. У квітні 2022 року видання La Tribune повідомило, що Сербія та Dassault ведуть переговори про закупівлю 12 літаків Rafale.
8 квітня 2024 року президент Вучич оголосив про намір країни придбати 12 літаків Rafale F4-R, заявивши, що «були досягнуті конкретні домовленості щодо купівлі літаків Rafale» з президентом Франції Еммануелем Макроном. Переговори щодо контракту були завершені в серпні 2024 року.
Контракт на дев'ять одномісних Rafale та три двомісні оцінюється в 2,7 мільярда євро (3 мільярди доларів США).

### Потенційні оператори

#### Узбекистан
Згідно з La Tribune, 26 листопада 2023 року президент Франції Емманюель Макрон запропонував Rafale урядам Казахстану та Узбекистану. Scramble повідомив, що Узбекистан зацікавлений у купівлі 24 Rafale з посиланням на джерело в уряді Франції.

#### Україна
З 2018 року Повітряні сили ЗСУ вивчали можливості заміни радянських літаків на західні. 20 травня 2020 року Командування Повітряних сил ЗСУ опублікувало Візію щодо раціональних шляхів розвитку виду військ, в якій було визначено потреби в заміні радянських літаків на західні та уніфікації.
Станом на червень 2021 року розглядались Saab JAS-39E/F Gripen, F-16 Block 70/72, F-15EX, а Франція також пропонувала придбання Dassault Rafale.
Наприкінці липня 2022 року Пентагон вивчав можливості надання літаків у довгостроковій перспективі. Американські посадовці розглядали як американські F-15, F-16 та F-18, так і європейські Eurofighter Typhoon, Saab Gripen та Dassault Rafale.

## Оцінки

### Переваги
Rafale вважається одним з найсучасніших літаків і має всі переваги винищувача 4,5 покоління: знижену помітність, надзвукову крейсерську швидкість, високу маневрову здатність на будь-яких швидкостях та великий арсенал сучасного озброєння «повітря — повітря» і «повітря — поверхня». В порівнянні з іншими винищувачами 4,5 покоління Rafale має більшу вантажопідйомність (9500 кг проти 7500 кг у його «конкурента», Eurofighter Typhoon), а також ключову особливість — здатність працювати як з наземних баз, так і з авіаносця, що робить його дуже універсальним літаком.

### Недоліки
Одним з головних недоліків літака є його доволі висока ціна. Хоч Rafale і відносять до 4,5 покоління винищувачів, його бойові можливості не зрівняються з винищувачами 5 покоління, які мають повноцінну технологію «стелс» та здатність проривати ешелоноване ППО та вести бій проти серйозного противника. F-35 має практично таку ж вартість як і Rafale (вартість одного Rafale ~132 мільйона доларів, а F-35A Lightning II 143 мільйона доларів), при цьому роль винищувача 4,5 покоління досі залишається невизначеною. Проте, винищувачі Rafale є непоганим варіантом для тих країн, яким заборонено придбання винищувачів 5 покоління через політичні причини.

## Бойове застосування

### Франція

#### Авіація ВМС Франції
У 2002 році винищувачі Rafale вперше були розгорнуті в зоні бойових дій; сім Rafale M були розміщені на борту авіаносця «Шарль де Голль» ВМС Франції під час операції «Місія Геракл», французької участі в операції «Нескорена свобода». Вони злітали з авіаносця та літали над Афганістаном, але через стандарт F1 їм було заборонено виконувати повітряно-наземні місії, і Rafale не брали участі в бойових діях. У березні 2002 року авіаносець був розміщений у Оманській затоці, де його екіпаж Rafale проводив навчальні операції. У червні 2002 року, коли «Шарль де Голль» перебував у Аравійському морі, Rafale здійснювали кілька патрулювань біля кордону Індії та Пакистану.
У 2016 році Rafale, що діяли з «Шарля де Голля», завдавали ударів по цілях, пов'язаних з Ісламською державою Іраку та Леванту (ІДІЛ).
У грудні 2015 року американські та французькі військові чиновники обговорювали можливість виконання французькими морськими Rafale M бойових місій з авіаносця класу «Німіц» ВМС США вже у січні 2017 року. Це дозволило б продовжити операції ВМС Франції проти ІДІЛ, поки «Шарль де Голль» проходить капітальний ремонт, який мав розпочатися на початку 2017 року і тривати півтора року. Хоча Rafale вже здійснювали зліт та посадку на американських авіаносцях для демонстрації взаємодії, це було б першим випадком, коли вони виконували бойові місії з одного з них. На авіаносці могли б розмістити до 18 Rafale M, хоча потрібно було б зробити місце для екіпажів технічної підтримки ВМС Франції, які мають досвід обслуговування Rafale, а також для запасних частин і боєприпасів. Операція «Чесапік», перевірка цієї взаємодії, була проведена у травні 2018 року, коли 12 Rafale з флотилій 11F, 12F і 17F разом з майже 350 військовослужбовцями підтримки були розміщені на борту авіаносця USS «Джордж Буш» для двотижневої кваліфікації та навчань після місяця наземної підготовки на авіабазі NAS Oceana.

#### Повітряно-космічні сили Франції
19 березня 2011 року французькі літаки Rafale почали виконувати розвідувальні та ударні місії над Лівією в рамках операції «Харматан», на підтримку резолюції 1973 Ради Безпеки ООН; початковими цілями були артилерійські установки, які брали в облогу повстанське місто Бенгазі. Rafale міг діяти в Лівії без підтримки літаків для придушення засобів протиповітряної оборони, використовуючи натомість бортову систему самозахисту SPECTRA. 24 березня 2011 року було повідомлено, що Rafale знищив літак Лівійських ПС G-2 Galeb на злітно-посадковій смузі. Під час розгортання Rafale знищив кілька систем ППО лівійської армії, використовуючи функцію геолокації та різноманітне озброєння. На відміну від інших літаків союзників, Rafale не потребував спеціальних літаків радіоелектронної боротьби для супроводу.
Зазвичай Rafale виконували шестигодинні вильоти над повітряним простором Лівії, озброєні чотирма ракетами «повітря — повітря» MICA, чотирма або шістьма бомбами AASM «Hammer», підвісним контейнером наведення Thales Damoclès і двома паливними баками. Кожен виліт потребував кількох дозаправок у повітрі від літаків-заправників коаліції. Система високоточного наведення AASM дозволяла Rafale виконувати бомбардування з великої висоти з використанням бомб вагою від 125 до 1000 кг. Як повідомляється, екіпажі Rafale віддавали перевагу використанню боєприпасів із GPS-наведенням, які мали більшу надійність і дальність. Ракети SCALP використовувалися лише під час одного або двох вильотів, наприклад, під час атаки на лівійську авіабазу в Аль-Джуфрі. У 2011 році авіаційний журналіст Крейг Хойл припустив, що успішність Rafale у Лівії, ймовірно, вплине на його експортні продажі, зазначивши, що Rafale підтримував високу бойову готовність протягом усього конфлікту. Хойл також зазначив, що конфлікт призвів до кількох термінових оперативних вимог, включаючи створення легшого боєприпасу для наземних атак та модифікації AASM для ближньої повітряної підтримки.

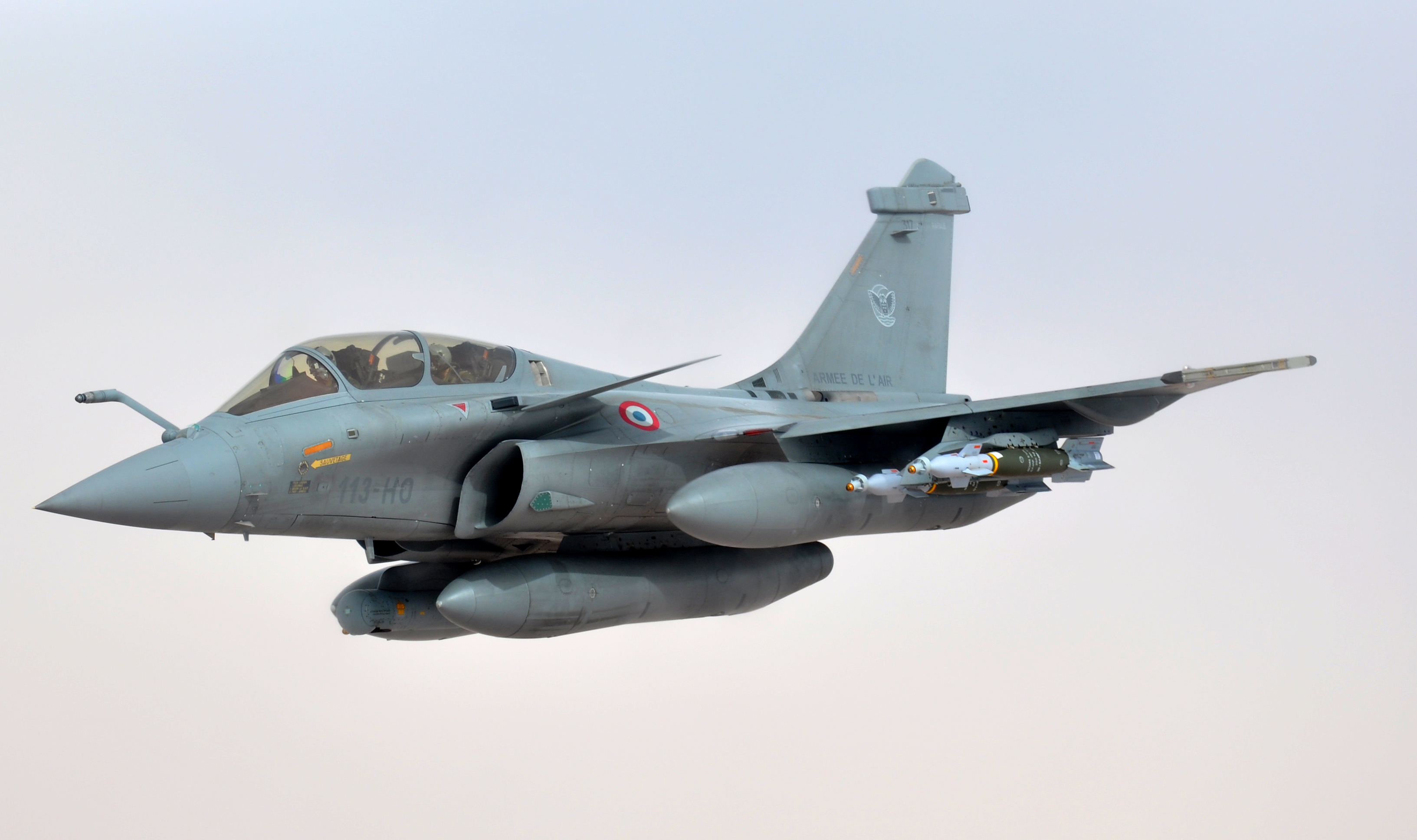
Rafale B французьких ПКС під час операції «Сервал». Малі, 2013 рік

У січні 2013 року Rafale взяв участь в операції «Сервал», французькому військовому втручанні на підтримку уряду Малі проти Руху за єдність і джихад в Західній Африці. Перша місія була проведена 13 січня, коли чотири Rafale злетіли з авіабази у Франції, щоб завдати ударів по навчальних таборах, складах і об'єктах повстанців у місті Гао на сході Малі. Наступні авіаудари, завдані Rafale та винищувачами Mirage в наступні дні, як повідомляється, відіграли вирішальну роль у відступі ісламістських бойовиків з Тімбукту і Дуентзи. Обидва літаки, Rafale та Mirage 2000D, що використовувалися в конфлікті, базувалися за межами Північної Африки, здійснюючи дальні вильоти через повітряний простір Алжиру та в Малі з дозаправкою в повітрі.
У серпні 2013 року було запропоновано, що Франція може скоротити кількість літаків Rafale, які будуть поставлені протягом наступних шести років, до 26 одиниць. Закупівля літаків іноземними країнами вважається критично важливою для підтримки виробництва за цією пропозицією. Хоча темпи виробництва будуть уповільнені, Франція все одно отримає таку ж кількість Rafale.
У вересні 2014 року Rafale почали виконувати розвідувальні місії над Іраком у рамках операції «Шамаль», внеску Франції в міжнародні зусилля з боротьби з бойовиками ІДІЛ. Спочатку шість Rafale були залучені до виявлення позицій ІДІЛ на підтримку авіаударів США, вилітаючи з авіабази Аль-Дхафра в ОАЕ. 18 вересня Rafale приєдналися до американських наступальних операцій, завдавши чотири удари поблизу північного іракського міста Зуммар, які знищили логістичний склад і вбили десятки бойовиків ІДІЛ. У квітні 2018 року, під час громадянської війни в Сирії, п'ять Rafale B з ескадрильї Escadron de Chasse 1/4 Gascogne взяли участь в ракетних ударах по Сирії 2018 року. Кожен був оснащений двома ракетами SCALP EG. Rafale ПКС Франції були направлені для протидії іранській атаці на Ізраїль 13 квітня 2024 року, збивши невизначену кількість безпілотних літальних апаратів. Rafale, базовані в Йорданії, діяли в повітряному просторі Іраку та Сирії в рамках операції «Шамаль».

### Індія

#### Повітряні сили Індії
7 травня 2025 року повідомлялося, що ПС Індії застосували винищувачі Rafale, озброєні ракетами SCALP та авіабомбами AASM Hammer, під час 23-хвилинної операції операції «Сіндур», яка відбулася рано-вранці 7 травня 2025 року для удару по кількох немілітаризованих цілях у Пакистані. Пакистан заявив, що збив п’ять індійських літаків, залучених до атаки, зокрема три Rafale. Окремо французький посадовець підтвердив втрату одного Rafale і повідомив про аналіз інших можливих бойових втрат. Раніше Пакистан стверджував, що його винищувачі J-10C успішно порушили роботу системи радіоелектронної боротьби Rafale індійських ПС.
На опублікованих фото уламків від місцевих жителів підтверджується збиття індійського Dassault Rafale EH з б/н BS-001. «Рафаль» ПС Індії, ймовірно, був збитий ракетою класу «повітря — повітря» далекого радіусу дії PL-15. Також в районі Рамбан штату Джамму було знайдено катапультне крісло К-36ДМ, яке використовується на винищувачах МіГ-29 та Су-30MKI Повітряних сил Індії.

## У культурі
На винищувачі Rafale можна «політати» в таких відеоіграх: AeroFighters Assault та серіях Tom Clancy's H.A.W.X., Ace Combat.